# Haager Schule

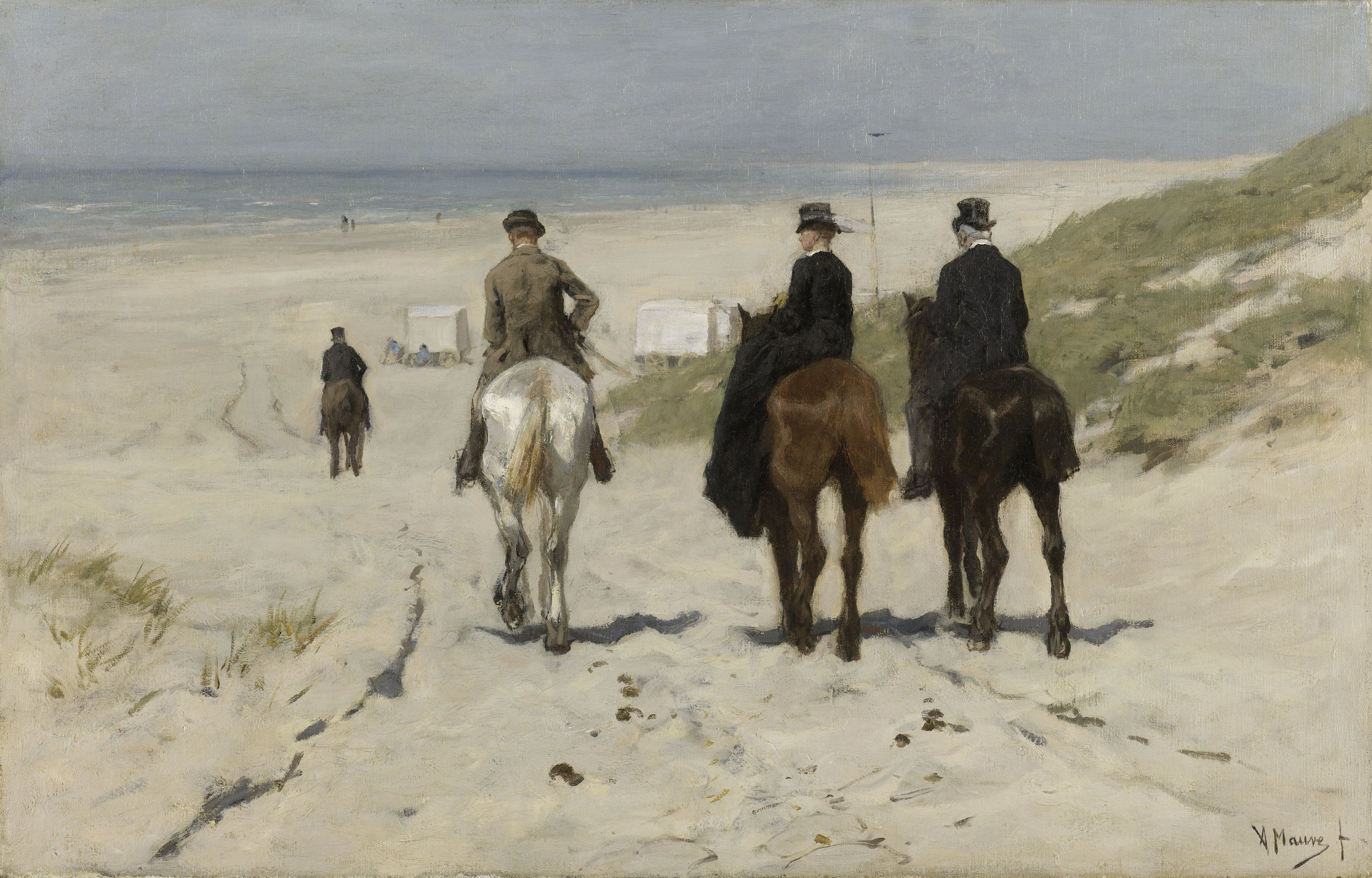
Anton Mauve: Morgenausritt am Strand (1876), Rijksmuseum Amsterdam

Der Begriff Haager Schule ist der Name einer niederländischen Künstlergruppierung, die vor allem zwischen 1870 und 1920 wirkte und in Den Haag ihr Zentrum hatte.
Die Haager Schule oder auch „Schule von Den Haag“ steht in der Nachfolge der Schule von Barbizon und wird auch das „zweite Goldene Zeitalter der Niederländischen Malerei“ genannt. In Umfeld von Pulchri Studio sowie der Academie van beeldende kunsten zu Den Haag konnte sich diese Kunstströmung im Umfeld der alten Residenzstadt entwickeln. Auch regionale Schulen der Freilichtmalerei – etwa die Schule von August Allebé – gingen daraus hervor. Schließlich gingen von hier wesentliche Impulse auf den Post-Impressionismus und die Moderne aus.

## Geschichte

### Entstehung
Die damaligen Kunstakademien boten den Malern, die sich später in der Haager Schule zusammenfanden, kaum Anregungen, vor allem nicht im Hinblick auf die Malerei, da sie in erster Linie Zeichenakademien waren. Sie waren orientiert an antiken Vorbildern und den idealen Proportionen der klassischen Kunst, die einem stereotypen Bild idealer Schönheit des menschlichen Körpers folgten. Das führte dazu, dass viele der Maler nach ihrer Akademieausbildung nach weiteren künstlerischen Anregungen suchten: So ging Albertus Gerardus Bilders bei dem Schweizer Tiermaler Charles August Humbert (1891–1958) in die Lehre, Paul Gabriël bei dem Landschaftsmaler Barend Hendrik Koekkoek, Jozef Israëls ging nach Unterweisungen durch Hendrik Dirk Kruseman van Elten und Nicolaas Pieneman nach Paris zu Ary Scheffer und François-Édouard Picot, Jacob Maris und Matthijs Maris wechselten von der Haager Akademie nach Antwerpen, Sientje Mesdag-van Houten nach Brüssel zu Lawrence Alma-Tadema. Vier Generationen von Malern, die um 1820 bis 1880 geboren wurden, können der Haager Schule im weitesten Sinn zugerechnet werden.

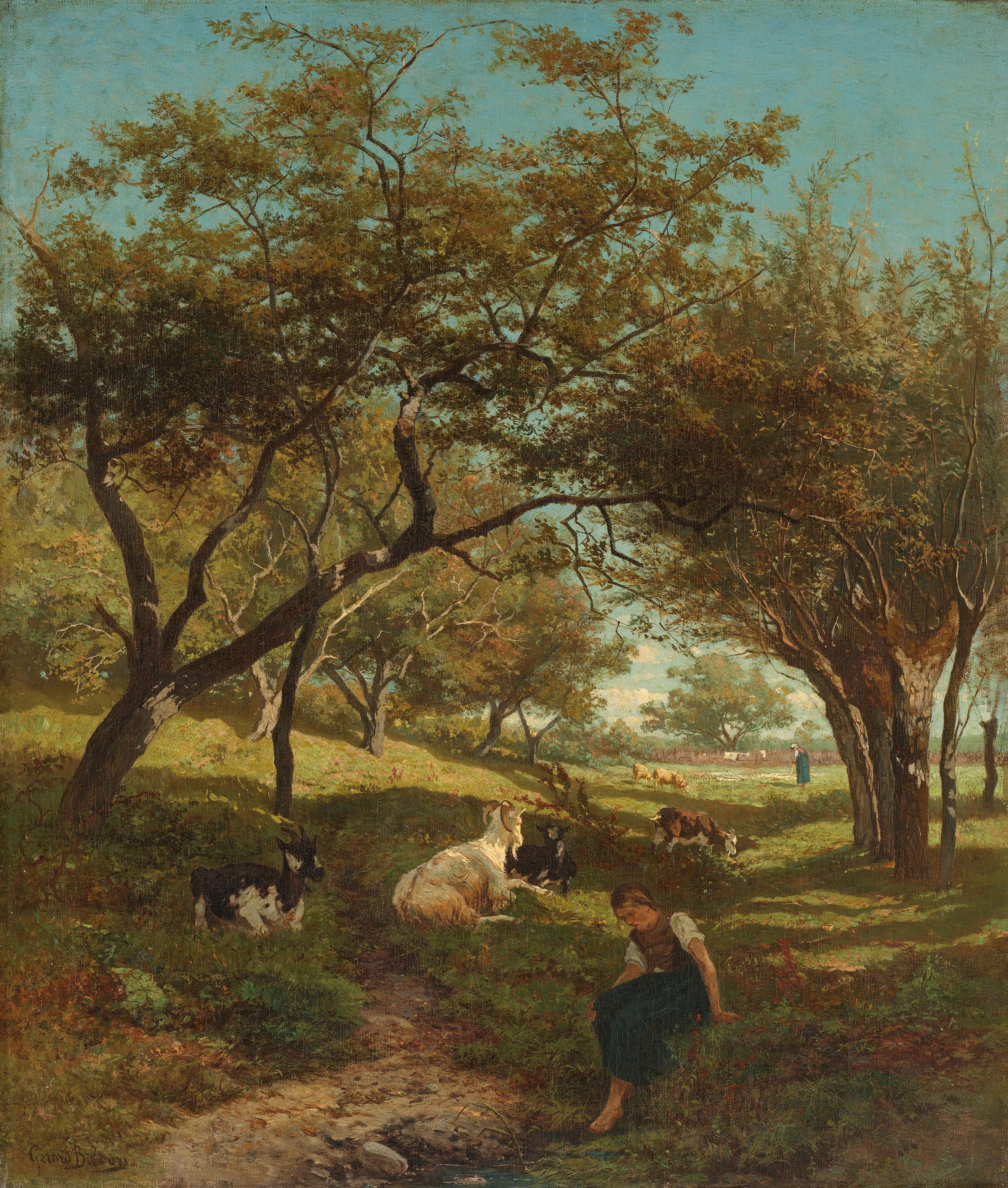
Albertus Gerardus Bilders: Ziegenhirtin, Oosterbeek 1864, Rijksmuseum Amsterdam

### Oosterbeek, Erste Generation
Eine inhaltliche Gemeinsamkeit bildete die Vorliebe für das Malen „draußen“ in der freien Natur. Nach dem Vorbild der Schule von Barbizon entstand rund um das Dorf Oosterbeek in der hügeligen Gegend des Veluwezoom bei Wolfheze mit vielen schweren Bäumen die erste Künstlerkolonie in den Niederlanden, die später zur Oosterbeeker Schule wurde. Als erster hatte sich 1842 schon Johannes Warnardus Bilders dort niedergelassen, der bald eine Anzahl von Schülern um sich sammelte. Ein wichtiger Treffpunkt wurde das Anwesen De Hemelsche Berg (Der Himmlische Berg) des Schriftstellers und Mäzens Jan Kneppelhout, der regelmäßig Ausbildungs- und Studienreisen für junge Künstler finanzierte. Zu den Malern, die zwischen 1860 und 1870 in Oosterbeek arbeiteten und sich gegenseitig beeinflussten, gehörten Willem Roelofs, Paul Gabriël, Hendrik Willem Mesdag, Anton Mauve, die Maris-Brüder (Jacob, Willem und Matthijs), Jan de Haas, Philip Sadée, Frederik Hendrik Kaemmerer und Bernard Blommers.
In den frühen Werken dieser ersten Generation der Haager Schule war bereits die Aufmerksamkeit für Licht und Atmosphäre spürbar. Die Landschaft wurde aus menschlicher Sicht betrachtet, wobei es darum ging, sich in das Beobachten und Schauen zu vertiefen. Auffallend war die Aufmerksamkeit für die Weite des Himmels. Charakteristisch wurden letztlich die Grautöne und die oft neblige Schleiertechnik in den Landschaften, die ein etwas düsteres Erscheinungsbild erzeugten. Dieses Grau wurde zum Markenzeichen der Haager Schule, einem neuen Realismus mit niederländischem Unterton: bodenständig, mit viel Raumgefühl.
Albertus Gerardus Bilders schrieb dazu:

„Ich suche nach einem Ton, den wir farbiges Grau nennen, also eine Kombination aller Farben, wie stark sie auch sein mögen, die so aufeinander abgestimmt sind, dass sie den Eindruck eines warmen und duftenden Graus erwecken.“

Obwohl deutliche Anlehnungen an die alten niederländischen Meister zu erkennen sind, unterschied sie sich wesentlich von der barocken und klassizistischen Malerei, wie sie an den damaligen Akademien gelehrt wurde. Die Kunstkritik richtete sich gegen die düstere Malerei, die durchaus nicht dem Lebensgefühl der Maler entsprach. So zeigt z. B. der Briefwechsel zwischen Anton Mauve und Willem Maris große Begeisterung für gemeinsame Wanderungen und das Malen im Freien. In dieser Phase entstandenen lebenslange Freundschaften, die den Grundstein für den gegenseitigen Zusammenhalt in der Gruppe der Haager Schule legten.
Die Bezeichnung „Haager Schule“ wurde 1875 von dem Kunstkritiker Jacob van Santen Kolff geprägt. In der Zeitschrift De Banier beschrieb er sie als eine „neue, ultraradikale Bewegung“. Kolff hebt den Effekt eines „trüben Tages“ hervor, die Tonigkeit habe den Vorrang vor der Farbe, die „Poesie des Grau“ benennt er als eines der Kennzeichen der Schule.
Die besondere Qualität der Haager Maler lag für ihn in der spezifisch „holländischen“ Weise der Landschaftsdarstellung:

„Kann ein anderer als ein Holländer die Natur so sehen, so auffassen und darstellen, so einen Schatz an Poesie legen in die unverblümteste, schlichteste Darstellung der einfachsten Wirklichkeit? […] Diese neue Art des Sehens und Darstellens ist ein wahrer Bildersturm auf dem Gebiet der Malkunst […] Hier haben wir den Realismus der wahren, gesündesten Sorte vor uns.“

Die Haager Schule zeichnete sich durch eine starke freundschaftliche Verbundenheit ihrer Mitglieder aus, die sich gegenseitig förderten, etwa im Hinblick auf Einladungen zu Gruppenausstellungen. Im Jahr 1847 wurde die Malergenossenschaft Pulchri Studio gegründet, um den Mitgliedern Gelegenheit zu geben, nach dem Modell zu zeichnen und Zusammenkünfte zu organisieren, um miteinander zu diskutieren, aber auch zu Geselligkeiten und Festen. Dabei bildeten die sogenannten Kunstbeschouwingen (Kunstbetrachtungen) ein Zentrum der Treffen. Sie ersetzten die späteren Ausstellungen und waren die einzige Möglichkeit der modernen Künstler, ihre Werke der Öffentlichkeit vorzustellen. Neben den aktiven Mitgliedern gab es auch kunstinteressierte Laien als Sozietäts-Mitglieder. Im Vorstand des Pulchri Studio waren u. a. Johannes Bosboom, Jozef Israëls und Jacob Maris.

### Entwicklung und Erweiterung, Zweite Generation
Als zweite Generation der Haager Schule werden die nach 1850 geborenen Maler der Gruppe bezeichnet, von denen viele von Mitgliedern der Haager Schule ausgebildet worden waren. Verbindend blieben, neben den persönlichen Beziehungen der Mitglieder untereinander, die erkennbaren atmosphärischen Wurzeln im Haager Realismus, auch wenn die Einheitlichkeit der ersten Phase sich durch die unterschiedlichen künstlerischen Wege der einzelnen Mitglieder aufzulösen begann. Als eine der Ursachen können die äußeren Veränderungen des Zentrums Den Haag gesehen werden. Die Weite der Landschaft zwischen Den Haag und der See, die Polderlandschaft und das einfache ländliche Leben wichen in den 1880er Jahren der zunehmenden Industrialisierung und dem aufkommenden Tourismus der Städter, durch die sich der Blick auf die Landschaft veränderte. Die Position des Pulchri Studios wurde relativiert durch die Gründung einer neuen Künstlervereinigung, den Haagse Kunstkring, die neben der Malerei auch Literatur, Musik und Architektur Raum bot. Der erste Vorsitzende dieser neuen Vereinigung war Théophile de Bock, der bei den Haager ausgebildet worden war, aber auch internationale Kontakte einbrachte.
Einigen Malern wie George Hendrik Breitner und Isaac Israëls wurde Den Haag zu klein und sie siedelten nach Amsterdam über, während andere weiter aufs Land zogen, weil ihnen die Umgebung von Den Haag zu städtisch geworden war, wie Johan Hendrik Weissenbruch, Albert Roelofs und Anton Mauve. In Laren bildete sich eine neue Künstlerkolonie heraus, die Aspekte der Haager Schule fortsetzte und zugleich neue Sujets fand, wie die Heidelandschaft, Sandverwehungen, Bilder von Fischern und Bauernfamilien, nun auch in Innenräumen.

## Sujets und Stil
Gegenstände der Malerei der Haager Schule waren zunächst die Bauern und Fischer in der holländischen Landschaft mit ihren Viehweiden, Tieren, Wassergräben und Kopfweiden. Ihre Malerei wird einem modernen Realismus zugerechnet, zeichnete sich aber durch eine empfindsame Betonung von Licht und Himmel, Stimmung und Atmosphäre aus. Als ein wichtiges verbindendes Merkmal wurden, in Abgrenzung zum Pathos der Romantik, ihre Einfachheit und Wahrheit hervorgehoben.
Sie wurde als ein Wiederaufleben eines eigenständigen niederländischen Malstils begrüßt, die einerseits an die großen Meister der niederländischen Malerei anknüpfte, aber zugleich einen Aufbruch in die Moderne vollzog, der sich in der weiteren Entwicklung vor allem in den Werken Vincent van Goghs und Piet Mondrians zeigte, deren frühe Werke in der Haager Schule wurzelten.
Im Laufe der Zeit erweiterten sich die Sujets: Typisch waren die Polderlandschaften, Flüsse und Weiher, Winterlandschaften, Windmühlen, Hafen, Schiffe und die See, Tiere und Menschen bei der meist ländlichen Arbeit, sich ausruhend oder später auch die Städter, die den Strand zu ihren Vergnügen entdeckten, zu denen auch das Reiten auf Eseln oder Pferden gehörten. Auch Interieurmalerei kam hinzu, mit der Besonderheit, dass es Alltagsleben der einfachen Menschen waren, denen die Maler sich widmeten.
Stilistisch brachte die spätere Phase der Haager Schule unterschiedliche Erweiterungen: So bereicherte Jacob Maris die Palette durch stärkere Farben und einen virtuosen Pinselstrich. Jozef Israëls löste sich von den düsteren Farben, Willem Maris versetzte die holländischen Landschaft in helles Sommerlicht. Weissenbruch zu einem Maler des Lichts. Johan Hendrik Weissenbruch schuf Strand- und Seebilder in groß gemalten Farbflächen, die fast schon einen Übergang ins Abstrakte bildeten. Matthijs Maris schuf in seinen Bildern von Kindern und Bräuten eine von der Wirklichkeit losgelöste, verträumte Atmosphäre. Die Malergeneration von Willem Bastiaan Tholen und Willem de Zwart lösten sich ganz von der grauen Schue und zogen eine Synthese aus der Haager und dem Amsterdamer Impressionismus.
Die Malerei der Haager Schule kam im späten 19. Jahrhundert zu Ergebnissen, die Fundamente der Moderne in den Niederlanden legten, auf denen später van Gogh und Mondrian aufbauten. Somit zählen sie zu den direkten Vorläufern des Neo-Impressionismus.

## Düsseldorfer Schule

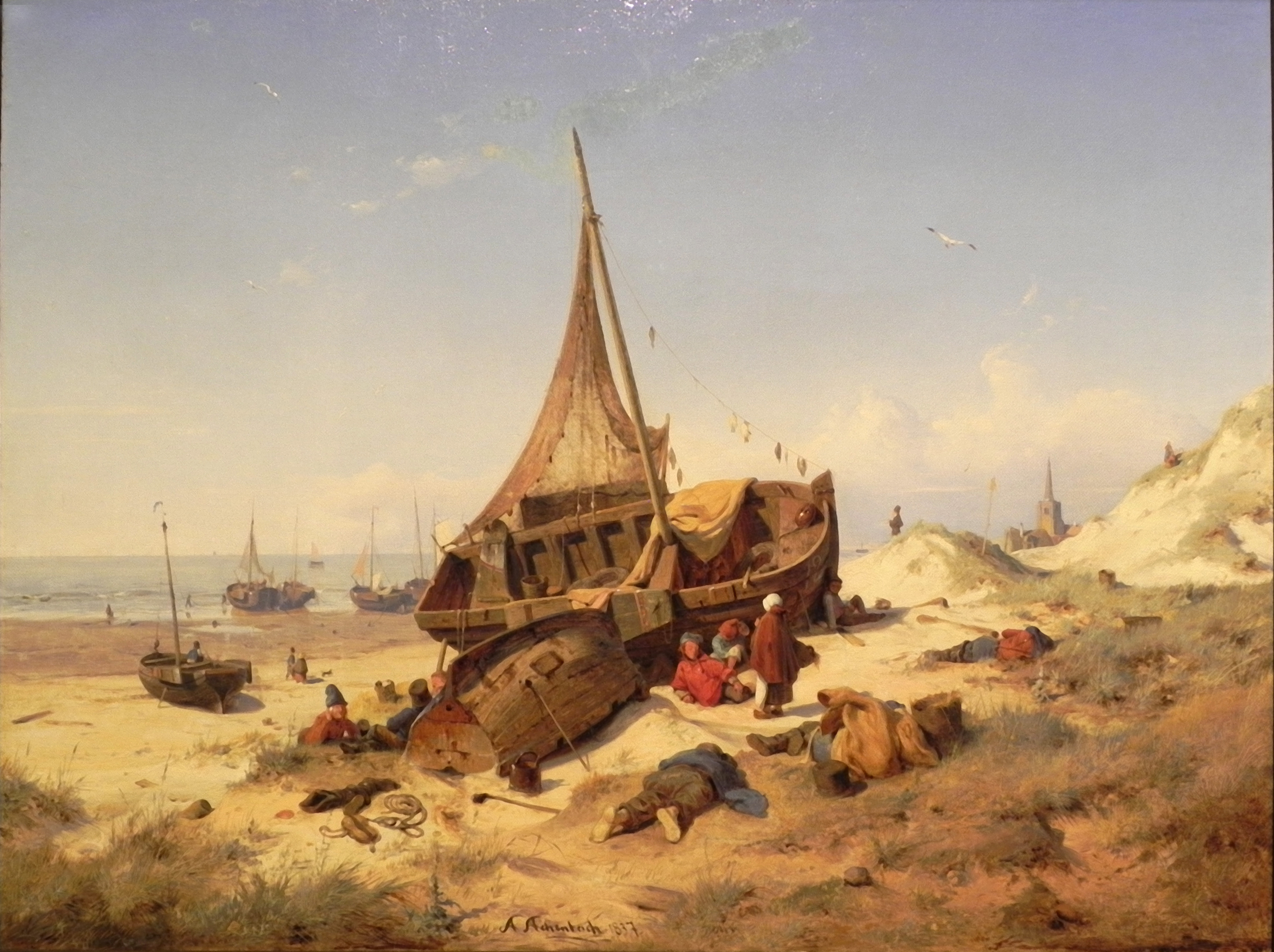
Andreas Achenbach: Ebbe (Scheveningen), 1837, Niedersächsisches Landesmuseum Hannover

In jenen Zeiten kam es zu Kontakten und Studienreisen sowie zu einem wechselseitigen Transfer. Im Kunstverein für die Rheinlande und Westfalen zeigten deutsche Maler wie Rudolf Jordan, Carl Hilgers, Hermann Mevius, Carl Adloff und Andreas Achenbach ihre damals romantische Sehweise des Fischerlebens an der niederländischen Küste, insbesondere zu dem Fischerort Scheveningen.
Umgekehrt zog der Ruf der Düsseldorfer Malerschule niederländische Maler der Haager Schule an den Rhein. Im Jahre 1835 waren dies Johannes Bosboom und vier Jahre darauf Johannes Warnardus Bilders. Jozef Israëls begab sich zum Beginn seiner Laufbahn zuerst zu einer Studienreise nach Düsseldorf. Auch Richard Burnier, Julius van de Sande Bakhuyzen und Philip Sadée dorthin. Die Kunstakademie Düsseldorf war berühmt als Lehrstätte für ihre Genre-, Landschafts- und Historienmalerei; unverkennbar ist der dort gepflegte helle Farbauftrag.

## Anhänger
Einige Künstler wie Paul Gabriël, Willem Roelofs, Johan Hendrik Weissenbruch und die Brüder Jacob, Matthijs und Willem Maris arbeiteten im Freien in den Marschen in der Nähe der Orte Nieuwkoop, Noorden und Kortenhoef und malten die holländische Kulturlandschaft mit Weiden und grasenden Kühen, Marschen mit Kanälen und Windmühlen.
Andere Künstler bevorzugten aber auch die Küste und malten am Strand. Besonders das Fischerdorf Scheveningen wurde eine wichtige Quelle der Inspiration für Künstler wie Hendrik Willem Mesdag, Bernard Blommers, Anton Mauve und Philip Sadée.
Die Werke der Haager Maler waren nicht auf die Landschaftsmalerei beschränkt. Mesdag war besonders bekannt für seine Darstellung von ankommenden und abfahrenden Fischerbooten (sogenannte „bomschuiten“), ein Thema, das auch Bernard Blommers, Anton Mauve and Jacob Maris gerne behandelten. Vor allem Mesdag hatte mit seinen Meeresdarstellungen großen internationalen Erfolg und wurde damit zu dem am meisten verkauften Künstler der Gruppe.
Das Fischer-Genre war zunächst auch das von Jozef Israëls bevorzugte Thema. Später kam Israëls zu einem verträumten und emotionalen „Innenraumrealismus“ mit Darstellung kleiner Alltagsfreuden und -leiden aus dem Leben der Fischer und Bauern. Im Gegensatz zu Anderen blieb er ein typischer Ateliermaler, der im Freien nur Skizzen erstellte.
Ein etwas aus der Reihe fallendes Mitglied der Gruppe war der in Den Haag geborene Johannes Bosboom, der vor allem Architekturbilder verfasste, wie die Darstellung von Kircheninterieurs.
Von der Haager Schule beeinflusst wurde unter anderem auch Vincent van Gogh, der in Den Haag die Künstler der Haager Schule kennenlernte und von seinem Vetter Anton Mauve in die Technik der Aquarell- und Ölmalerei eingeführt wurde. Entsprechend wurden seine frühen Werke von denselben erdigen Farben dominiert wie die seiner Vorbilder Anton Mauve und Jozef Israëls.
Einer der letzten Vertreter der Haager Schule war Adrianus Zwart in seinem Frühwerk.

## Bewertung
Die Erfolgsgeschichte dieser neuen realistischen Malerei, welche auch mit auf dem Wissen um die Maltechnik eines Rembrandt van Rijn aufbaut, kann als Zweites goldenes Zeitalter der Niederländischen Malerei gesehen werden. Die sich später etablierende Haager Schule wird kunsthistorisch mit dem Erscheinen von Joseph Israëls zugeordnet, also um das Jahr 1860, wo erstmals das Ausland auf diese Strömung aufmerksam wurde. Das Bild Grab der Mutter wurde vom Rijksmuseum erworben. Sein Gemälde Das Ertrinken wurde bereits in London während der Weltausstellung von 1862 als eines der bewegendsten Bilder der Ausstellung betrachtet. Die Wertschätzung dieser Bewegung wurde ihr erst elf Jahre später auf der Weltausstellung in Wien zuteil. Bemerkenswert ist, die Haager Schule trat immer geschlossen auf und hatte ihre eigenen Räumlichkeiten.
Im Hinblick auf die Erste Generation der Haager Schule, deren Gemeinsamkeit die Grau- und Braunwerte waren, die Konturen verschleierten und den Bildern herbstliche Melancholie verliehen, stellten konservative Kritiker den ästhetischen Gehalt jenes Realismus in Frage und lehnten die Haager Schule wegen ihrer „Graumalerei“ ab. Einer von ihnen schrieb 1888 in einer Ausstellungskritik: „Von Mesdag hängt dort ein Sturm, bei welchem die See schrecklich dreckig aussieht und die Wolken wie riesige Mehlknödel durch die Luft fliegen“.
Von den 1870er Jahren bis zum Ersten Weltkrieg war die Haager Schule in den Niederlanden und im Ausland begehrt und erfreute sich steigender Nachfrage. Vor allem in Deutschland (unter anderem durch Jan de Haas, der lange in München lebte), den USA und Schottland wurde man auf sie aufmerksam. Sie waren nahezu auf allen wichtigen Ausstellungen in Europa und der Neuen Welt wie in London, Wien, München, Venedig, New York, Boston, Washington DC und Montreal gegenwärtig. Viele wohlhabende Amerikaner, darunter auch Präsident William Howard Taft (1909–1913), ergänzten ihre Sammlungen durch Werke der Haager Schule.
Nach dem Ersten Weltkrieg rückte die Haager Schule zunehmend in den Schatten der Bewegungen des Neo-Impressionismus bzw. Modernismus. Im Jahre 1916 tat Marius Bauer die Maler der Haager Schule abfällig und ehrabschneidend als „Maler vom Hosengraben“ ab. Ihre Arbeit sei nur Kitsch, und damit verschwand das Wissen um die Wirkung dieser Haager Schule als Strömung einer Spielart des Impressionismus und Mitwegbereiter der Moderne aus den Lehrbüchern für Kunstgeschichte.
Erst fünfzig Jahre später fand eine Neubewertung statt, als Jos de Gruyter eine große Retrospektive im Gemeentemuseum organisiert. Die Neubewertung wurde dann von John Sillevis, dem Kurator gleichnamigen Museums, vorgenommen, der 1983 eine Wanderausstellung organisierte, die auch im Ausland gut angenommen wurde. Von Sillevis wurden verschiedene Veröffentlichungen dem Thema gewidmet und trugen wesentlich zu Anerkennung und Neubewertung der Haager Schule bei. Von den Kunsthistorikern Saskia de Bodt, Hans Janssen und Roland de Leeuw kamen neue aufschlussreiche Studien. Das Rijksmuseum und das Van-Gogh-Museum erwarben in der Folgezeit bedeutende Arbeiten der Haager Schule. Vom Haager Gemeentemuseum geht heute noch eine große Wirkung aus.
Heute gilt die Haager Schule als eine der ersten erfolgreichen Kunstbewegungen in Holland seit dem 17. Jahrhundert. Es war für die Niederlande die erste Manifestation eines Systems, in dem Künstler, abgesehen von der Schirmherrschaft, ihren Weg selbst bestimmen konnten und ihre Werke über den Kunsthandel in den Umlauf bringen konnten.

„Obwohl die Wellen sich immer noch am Strand brechen, gibt es nach der Haager Schule keine Künstler mehr, die die Holländische Landschaft so widerspiegeln konnten mit all ihren Facetten. Licht, Luft und Wasser sind die Zutaten dieser typischen holländischen Landschaft, die die Maler der Haager Schule in der Lage waren mit Öl- und Aquarellmalerei in ihrer Stimmung bewegend wiederzugeben.“

So die Einführung des Katalogs zur Ausstellung zur Haager Schule, verfasst von Renske Suyver vom Rijksmuseum Amsterdam.

## Künstler der Haager Schule
Vorreiterschaft:

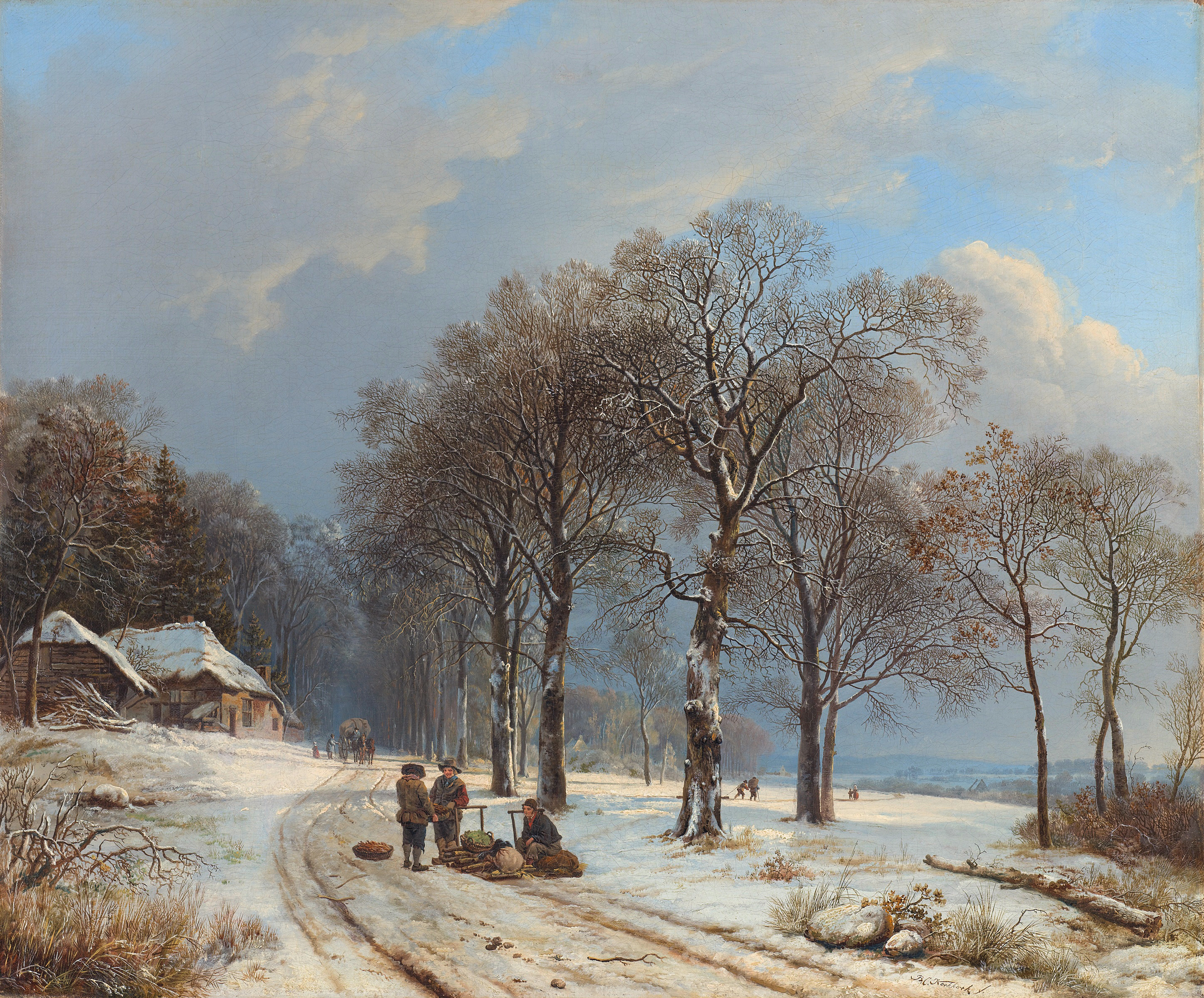
Barend Cornelis Koekoek: Winterlandschaft (1835–1838)

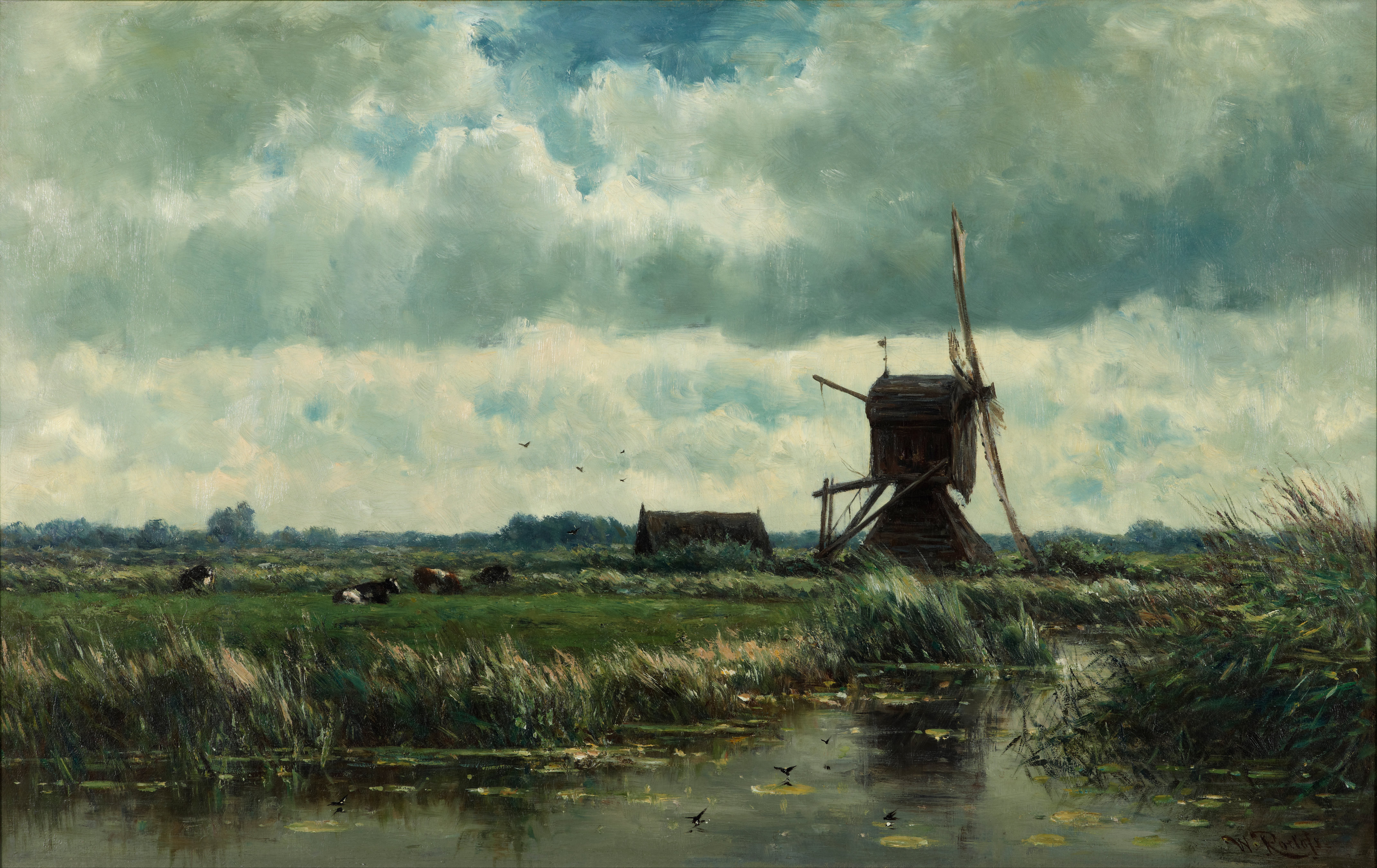
Willem Roelofs: Polderlandschaft mit Windmühle (1870, Gemeentemuseum Den Haag)

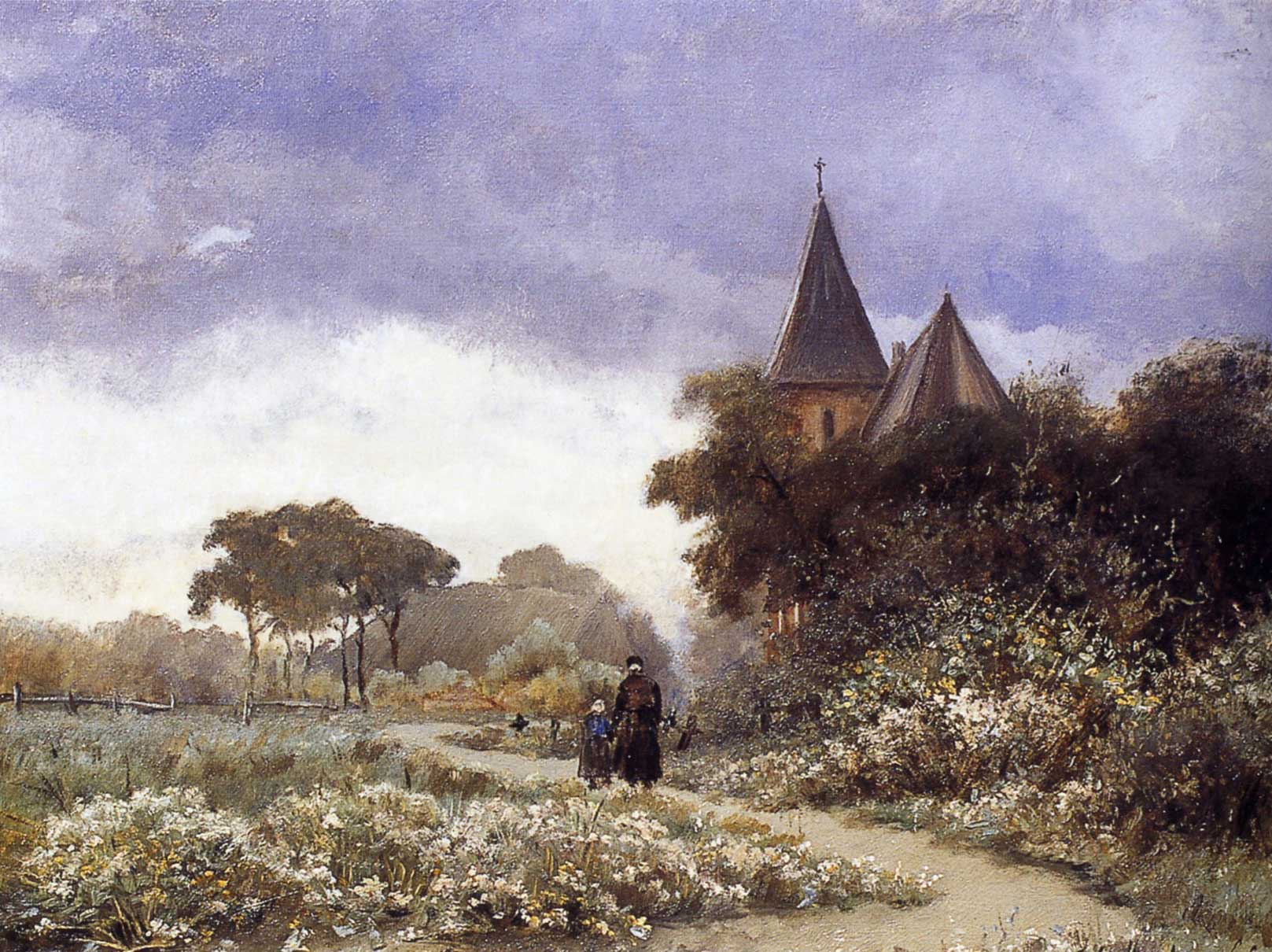
Geesje van Calcar (undatiert): Durchgefroren – Privatbesitz

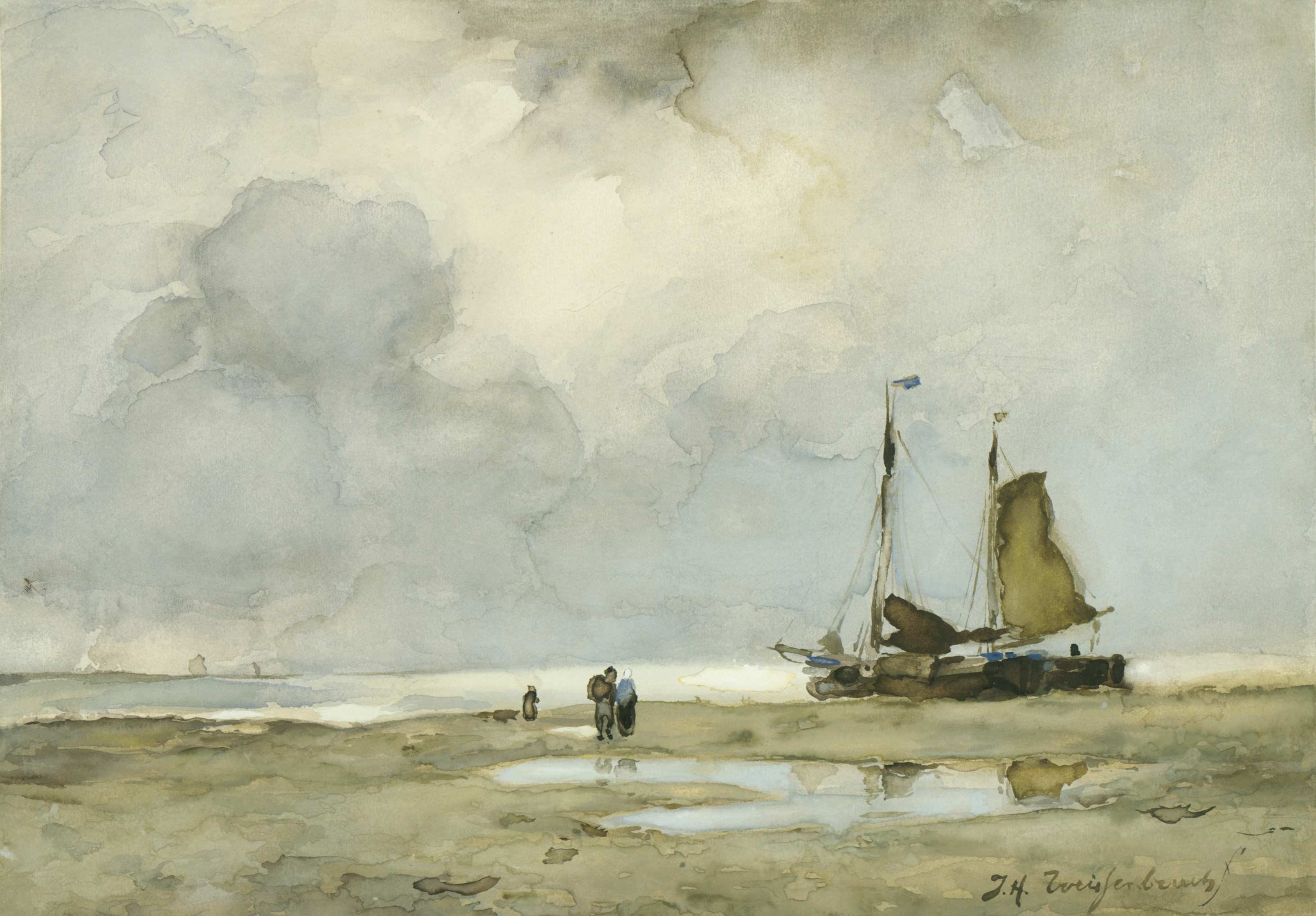
Johan Hendrik Weissenbruch: Strandgesicht (1895 – Rijksmuseum)

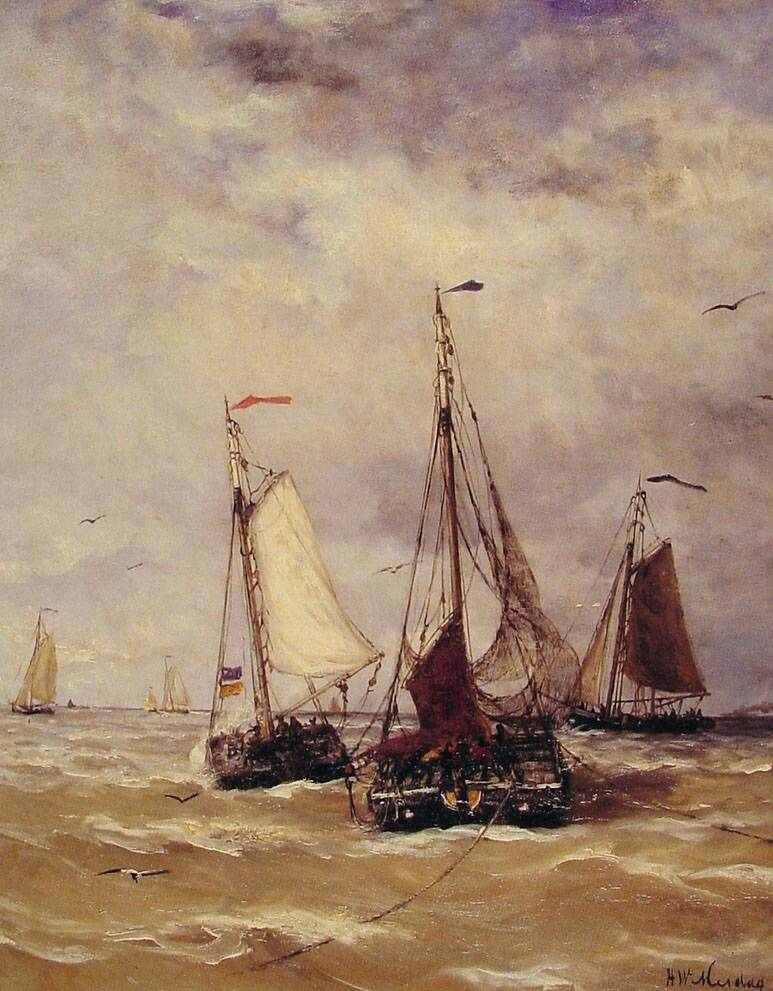
Hendrik Willem Mesdag: Vorbereitungen zum Ablegen (1909)

- Johannes Warnardus Bilders (1811–1890)
- Johan Barthold Jongkind (1819–1891)
- Barend Cornelis Koekkoek (1803–1862)
- Jacob Jan van der Maaten (1820–1879)
- Charles Rochussen (1814–1894)
- Andreas Schelfhout (1787–1830)
- Hendrikus van de Sande Bakhuyzen (1795–1860)
- Bartholomeus Johannes van Hove (1790–1880)
- Hubertus van Hove (1819–1865)
- Pieter Frederik van Os (1808–1892)
- Antonie Waldorp (1803–1866)

Erste Generation:
- Albertus Gerardus Bilders (1838–1865)
- Johannes Bosboom (1817–1891)
- Johannes Hubertus Leonardus de Haas (1832–1908)
- Paul Joseph Constantin Gabriël (1828–1903)
- Jozef Israëls (1824–1911)
- Jacob Maris (1837–1899)
- Matthijs Maris (1839–1917)
- Willem Maris (1844–1910)
- Anton Mauve (1838–1888)
- Hendrik Willem Mesdag (1831–1915)
- Taco Mesdag (1822–1902)
- Sientje Mesdag-van Houten (1834–1909)
- Willem Roelofs (1822–1897)
- Jan Hendrik van Rossum du Chattel (1820–1878)
- Johan Hendrik Weissenbruch (1824–1903)

Zweite Generation:
- Johannes Evert Hendrik Akkeringa (1861–1942)
- Floris Arntzenius (1864–1925)
- Adolph Artz (1837–1890)
- Victor Bauffe (1849–1921)
- Bernard Blommers (1845–1914)
- George Hendrik Breitner (1857–1923)
- Théophile de Bock (1851–1904)
- Bernard de Hoog (1866–1943)
- Willem de Zwart (1862–1931)
- Isaac Israëls (1865–1934)
- Geesje Mesdag-van Calcar (1850–1936)
- Albert Neuhuys (1844–1914)
- Geo Poggenbeek (1853–1903)
- Albert Roelofs (1877–1920)
- Philip Sadée (1837–1904)
- Willem Bastiaan Tholen (1860–1931)
- Herman Jacob van der Voort in de Betouw (1847–1902)
- Geraldine van de Sande Bakhuyzen (1826–1895)
- Julius van de Sande Bakhuyzen
- Herman Johannes van der Weele (1852–1930)
- Gerrit van Houten (1866–1934)
- Anthon van Rappard (1858–1892)
- Fredericus van Rossum du Chattel (1856–1917)
- Jan Hillebrand Wijsmuller (1855–1925)

## Bildergalerie

### Vorreiter

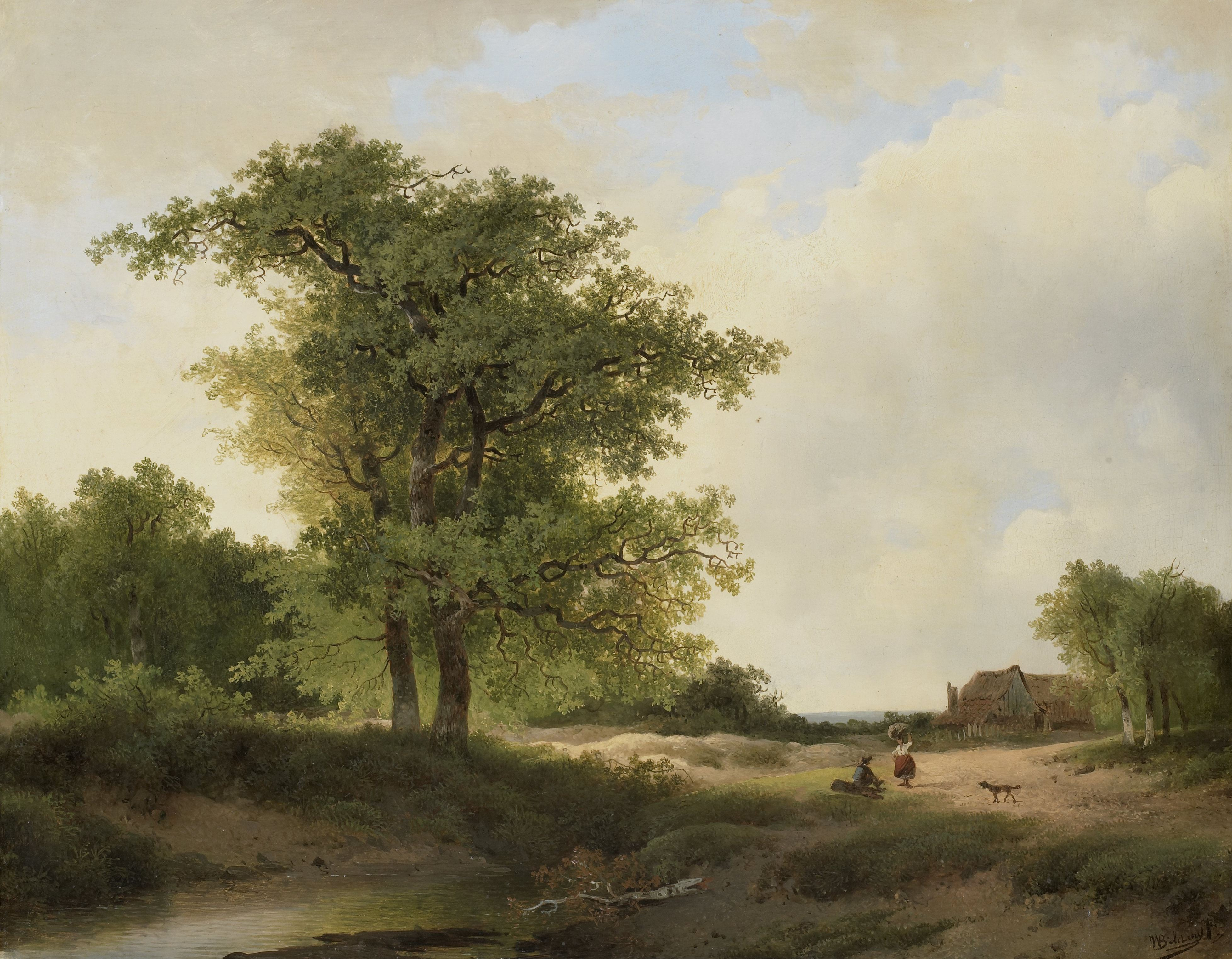
Johannes Warnardus Bilders: Landschaft mit Bauernhaus, Rijksmuseum Amsterdam
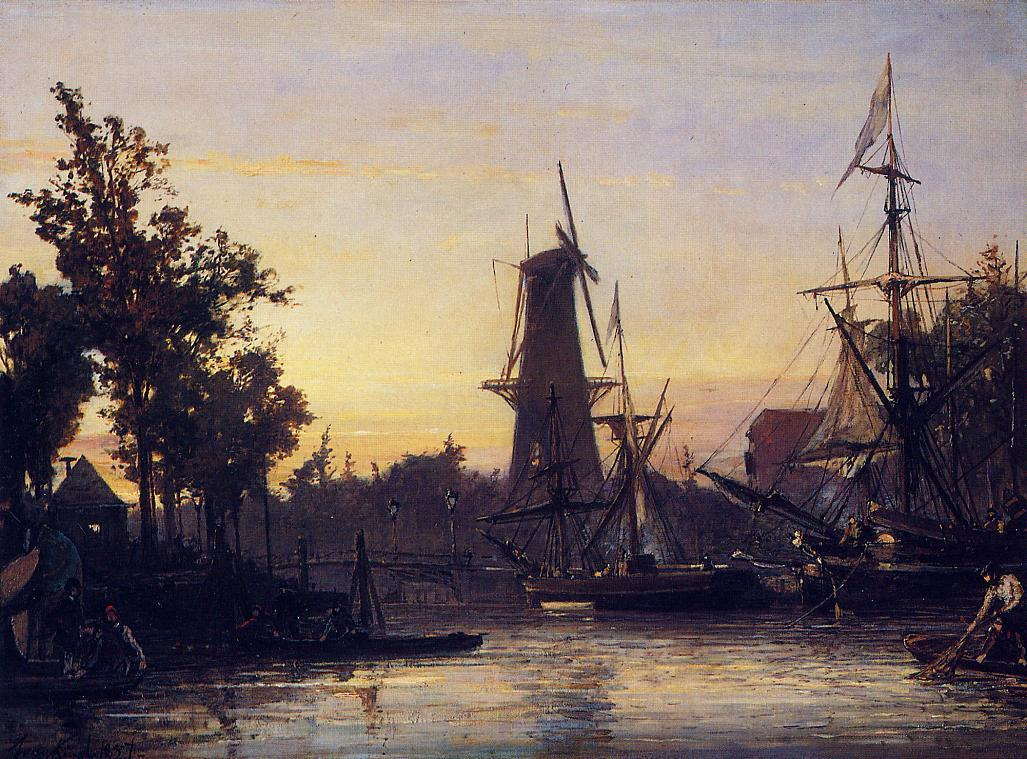
Jongkind Johan Berthold (1857): Binnenhafen Rotterdam, Privatsammlung
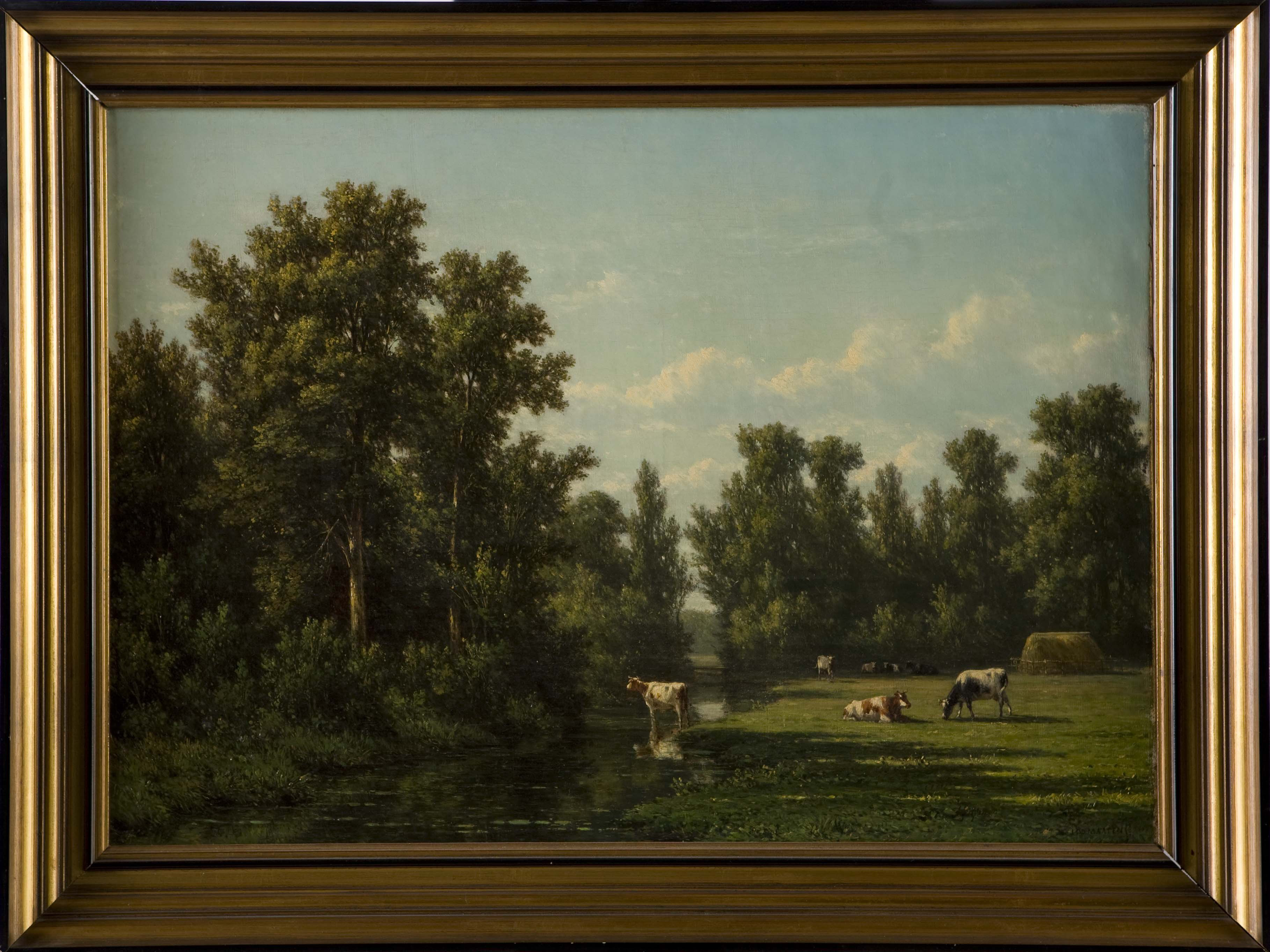
Jacob Jan van der Maaten: Kühe in einer Landschaft, Museum Elburg
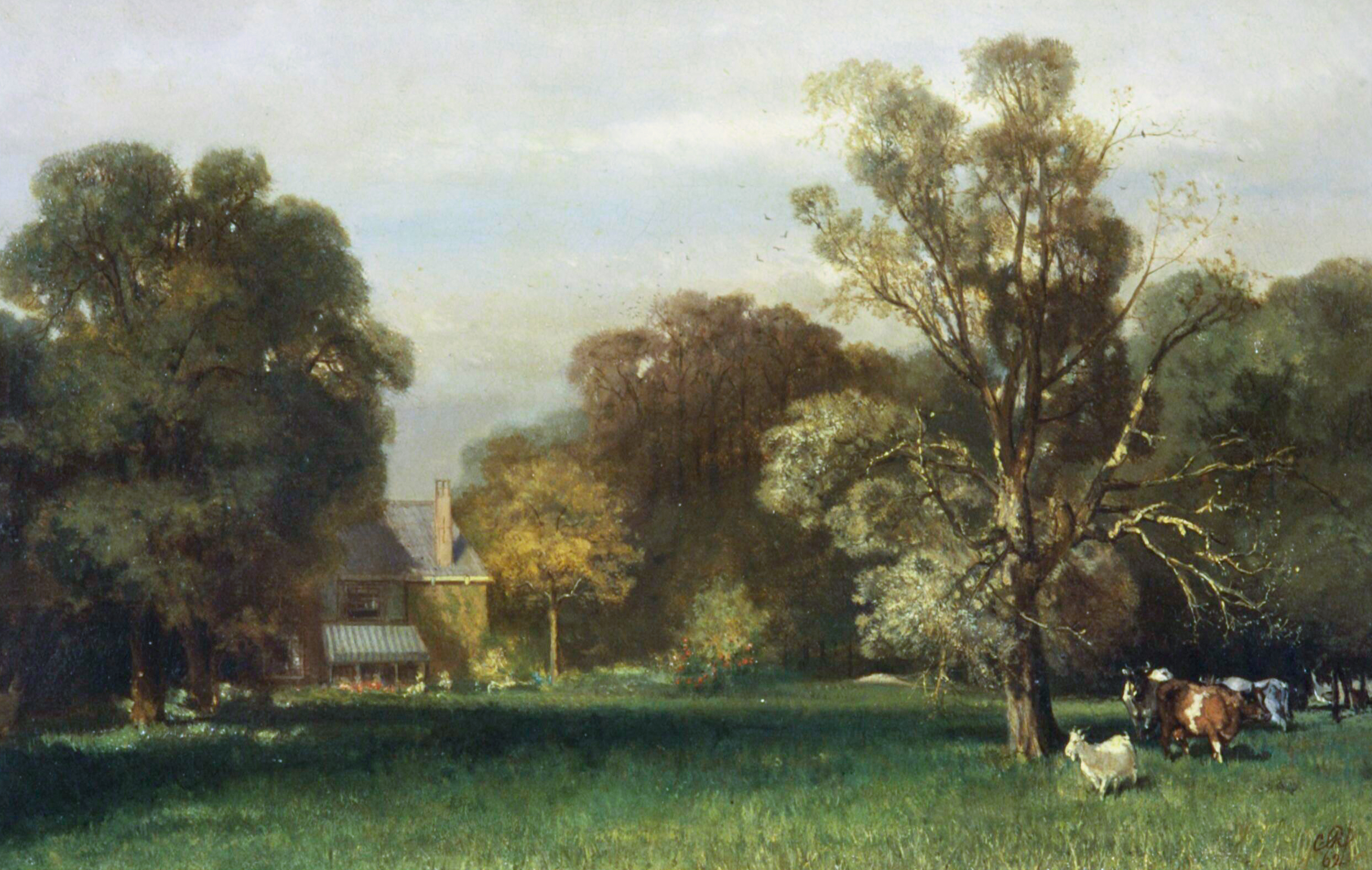
Charles Rochussen: De Voorde in Rijswijk (1862), Ottoburch Museum Rijswijk
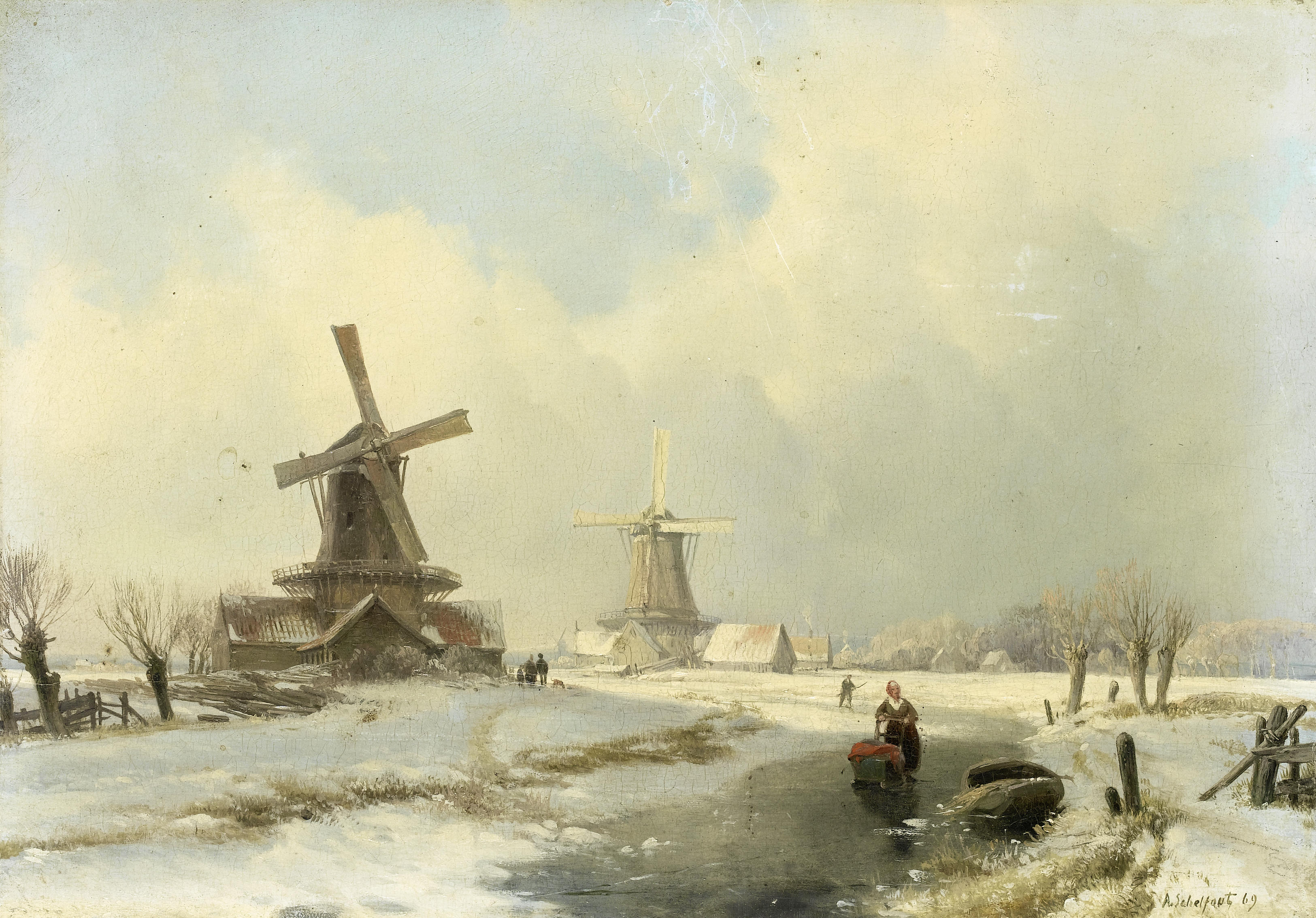
Andreas Schelfhout: Winterlandschaft mit zwei Windmühlen (1869), Privatsammlung
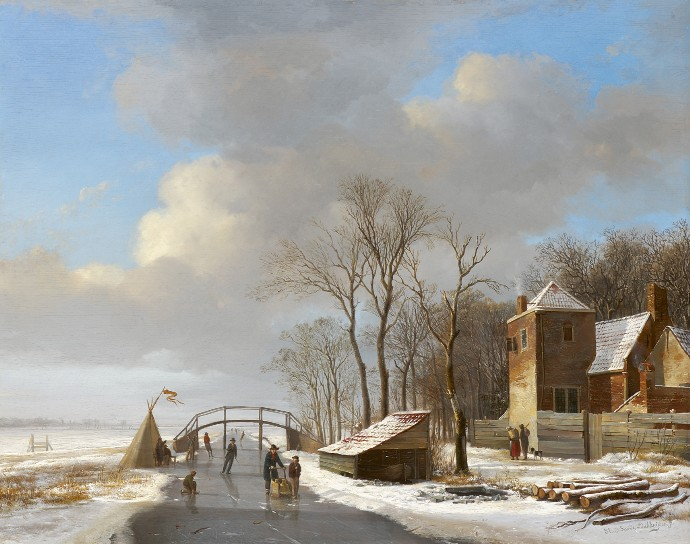
Hendrik van de Sande Bakhuyzen: Schneebedeckte Polderlandschaft mit Schafen (1820), Privatsammlung
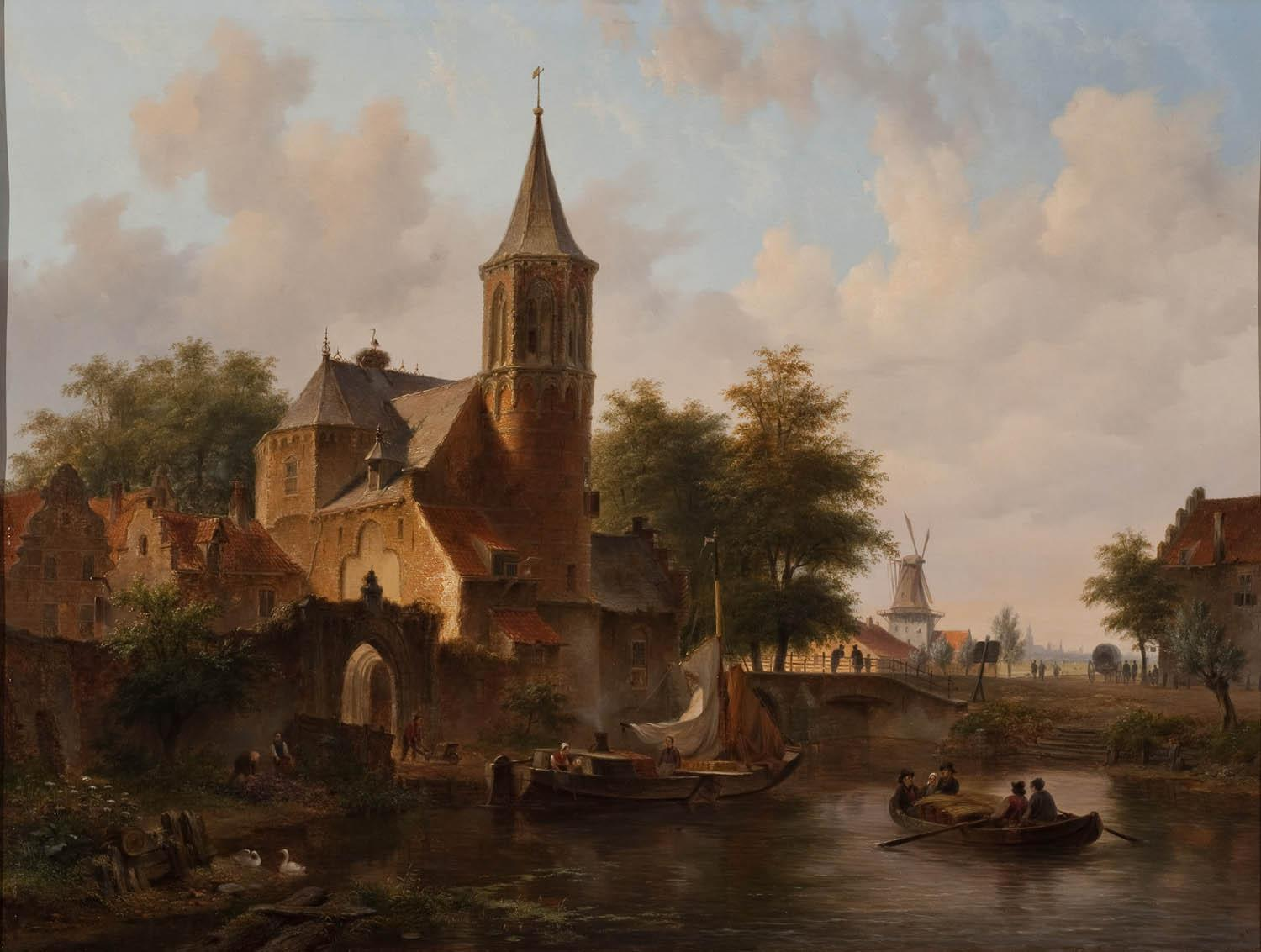
Bartholomeus Johannes van Hove: Stadtansicht der Mole von Den Haag (1844), Sammlung Rademakers
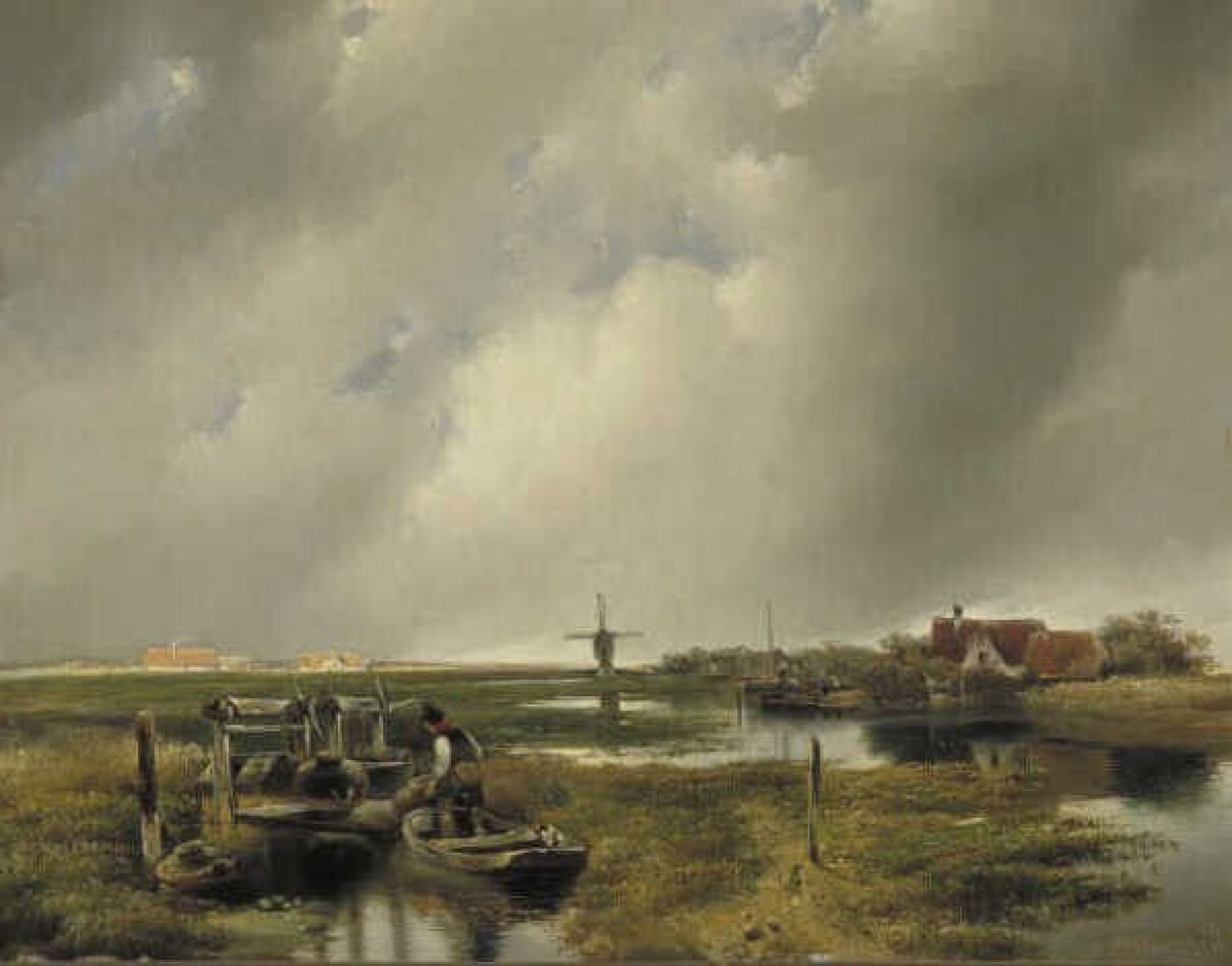
Hubertus van Hove: Plassen bei Rotterdam (1834), Museum Boijmans
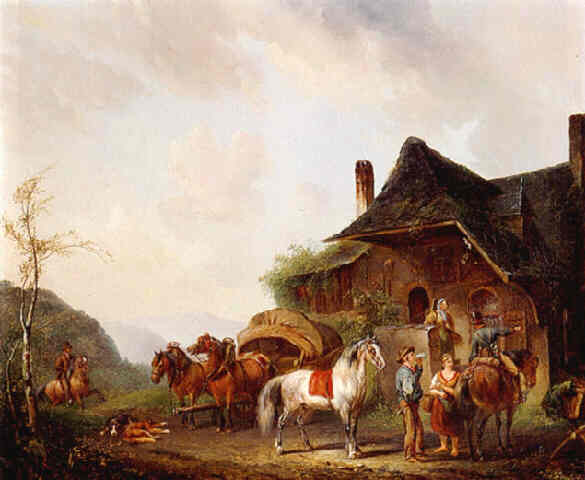
Pieter Frederik van Os: Reiter und Reisender vor einer Gaststätte, Privatsammlung
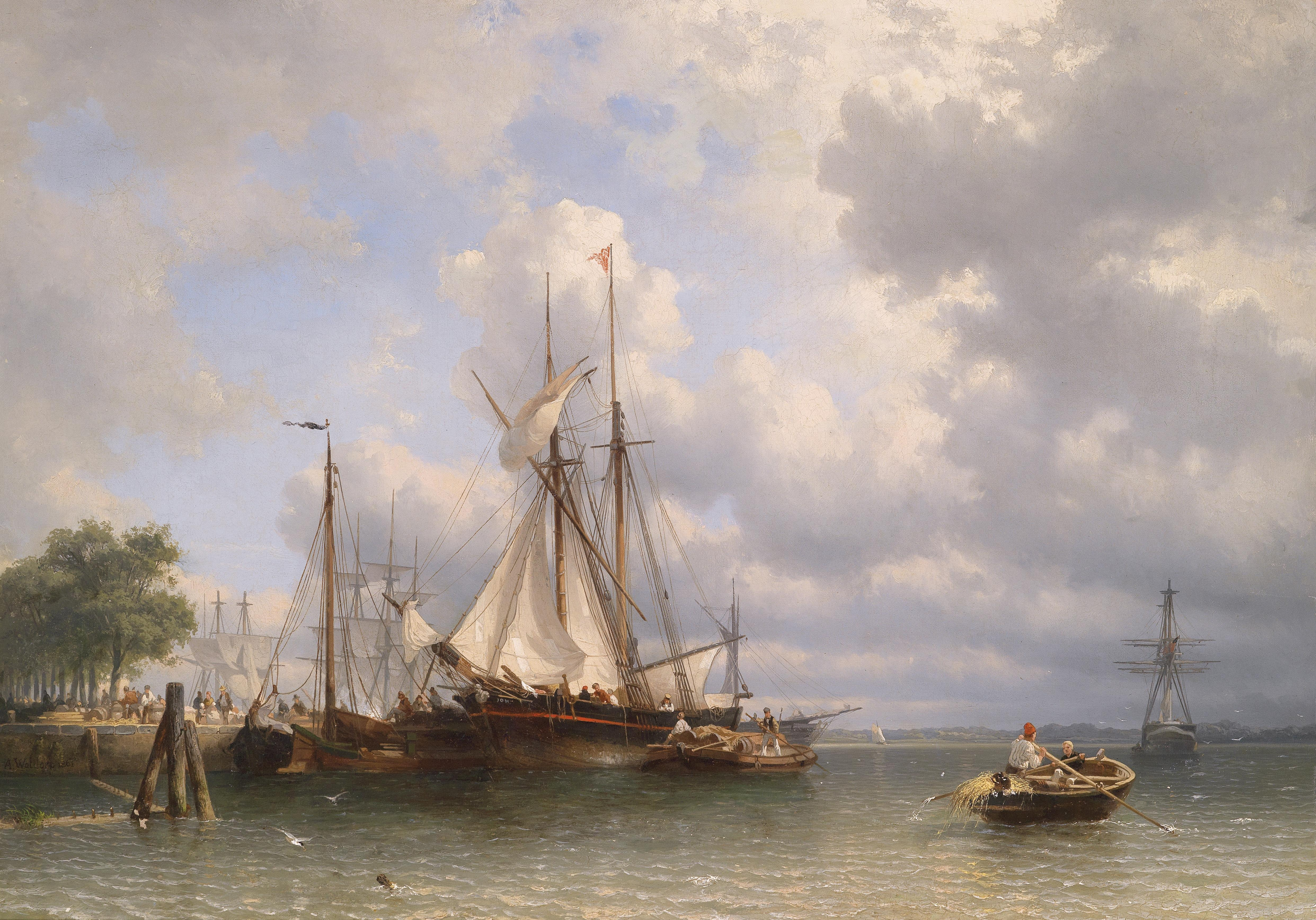
Antonie Waldorp: Segelschiffe im Hafen (1862), Privatsammlung

### Erste Generation

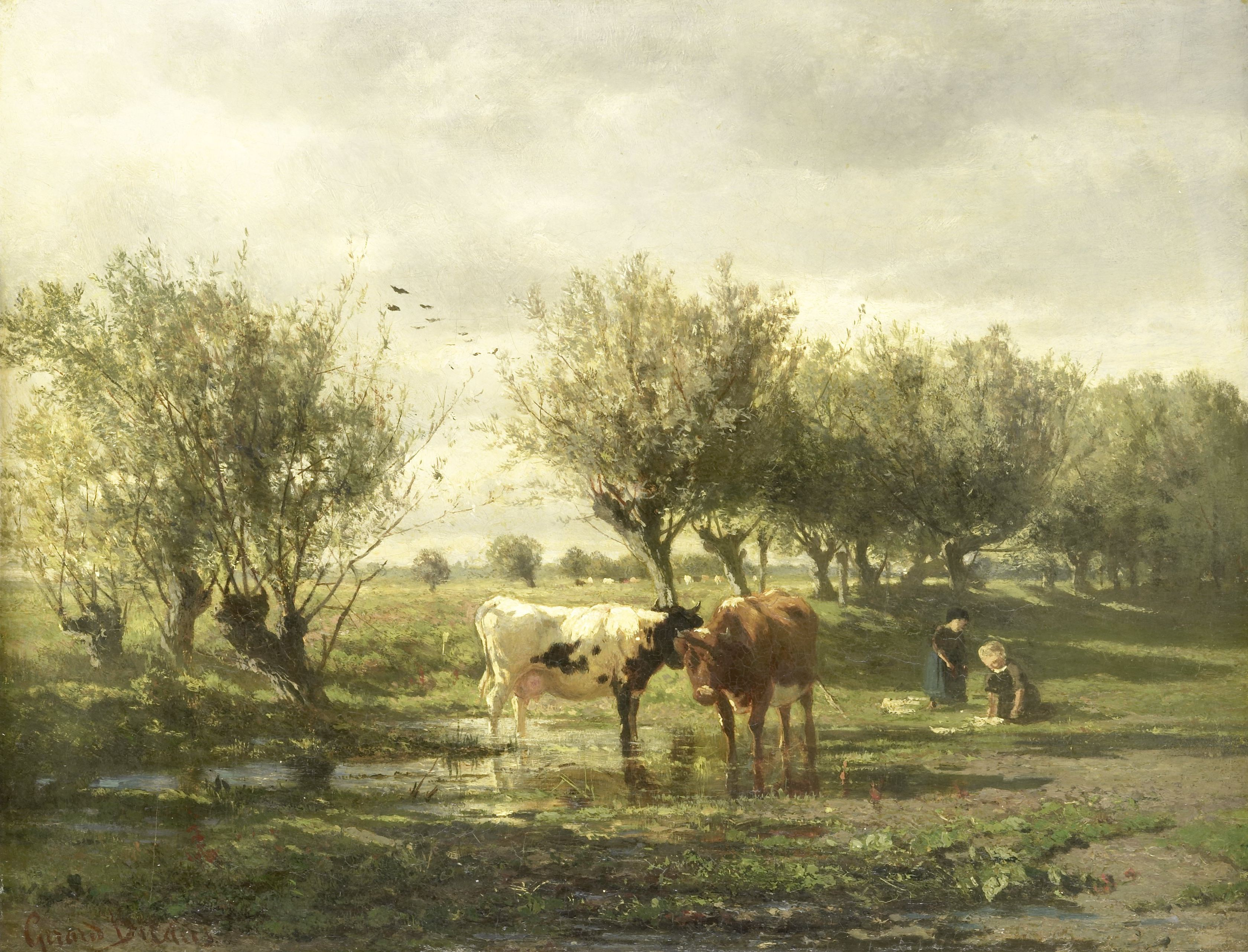
Albertus Gerardus Bilders: Kühe auf der Weide, Rijksmuseum Amsterdam
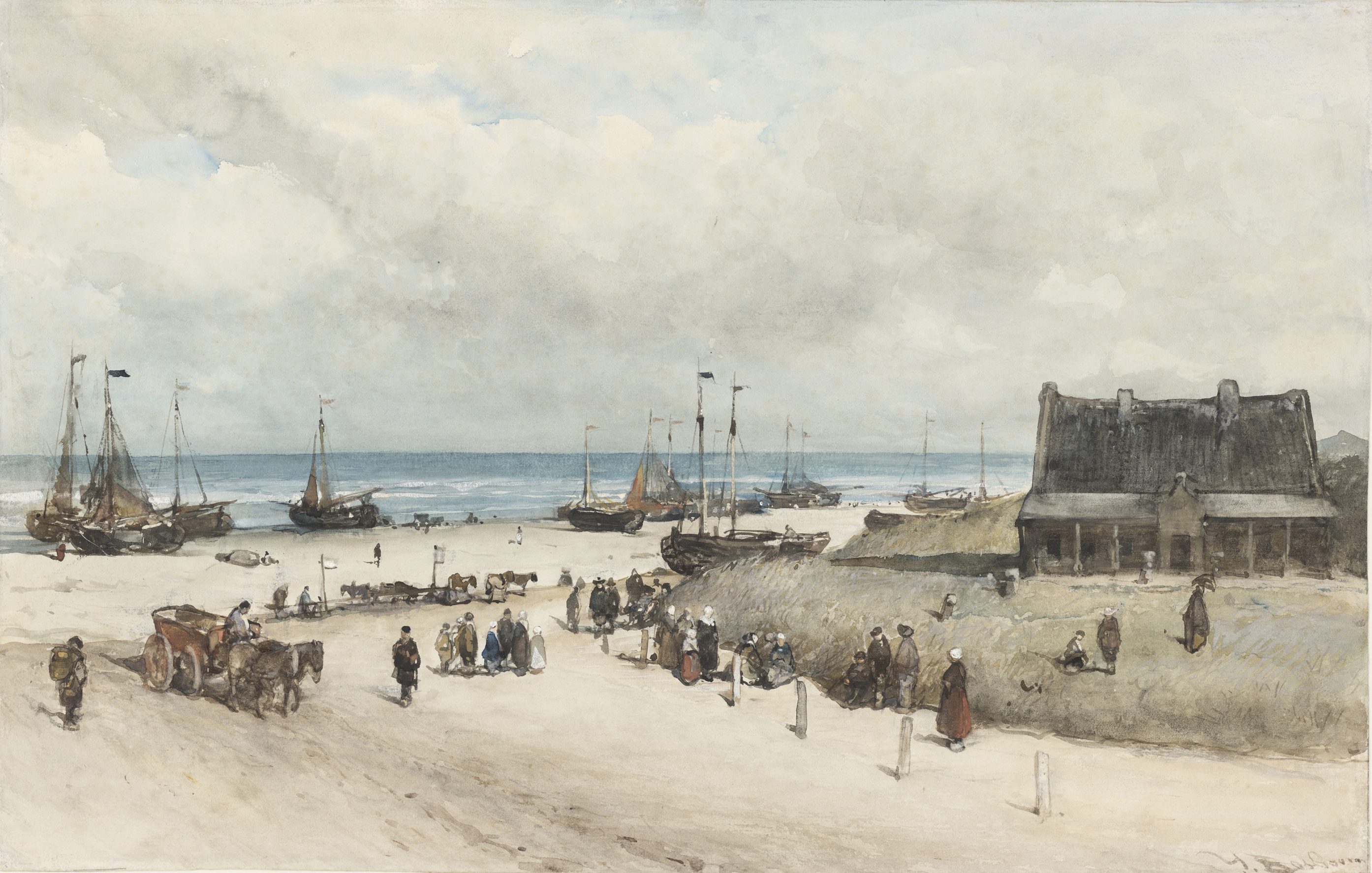
Johannes Bosboom: Der Strand von Scheveningen (1873), Rijksmuseum Amsterdam
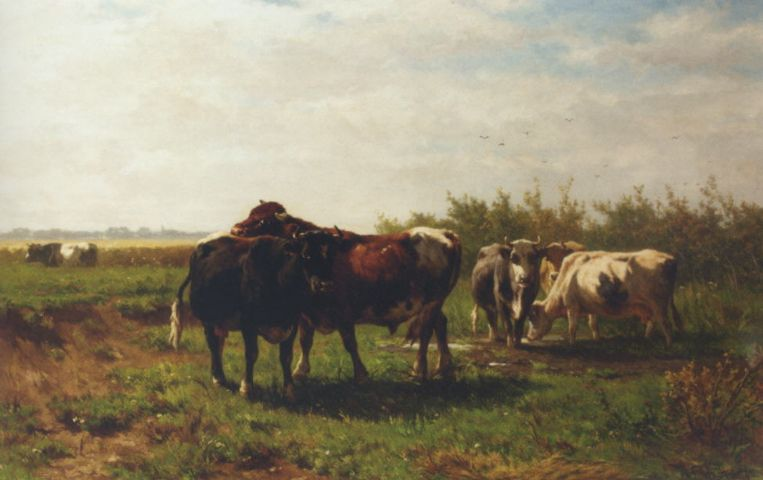
Johannes Hubertus Leonardus de Haas: Rinder auf einer Wiese (1869)
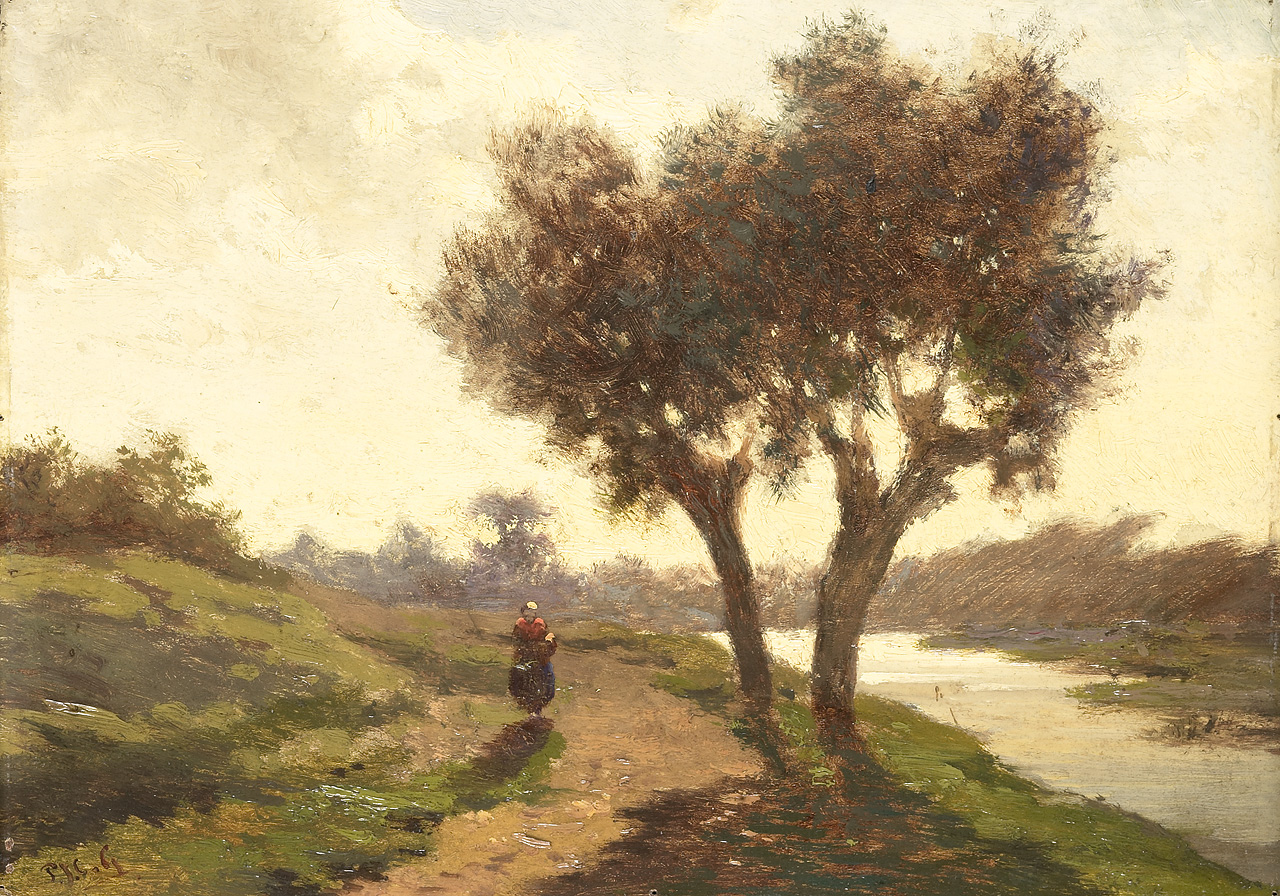
Paul Gabriël: Landschaft mit zwei Bäumen (1860/67), Rijksmuseum Amsterdam
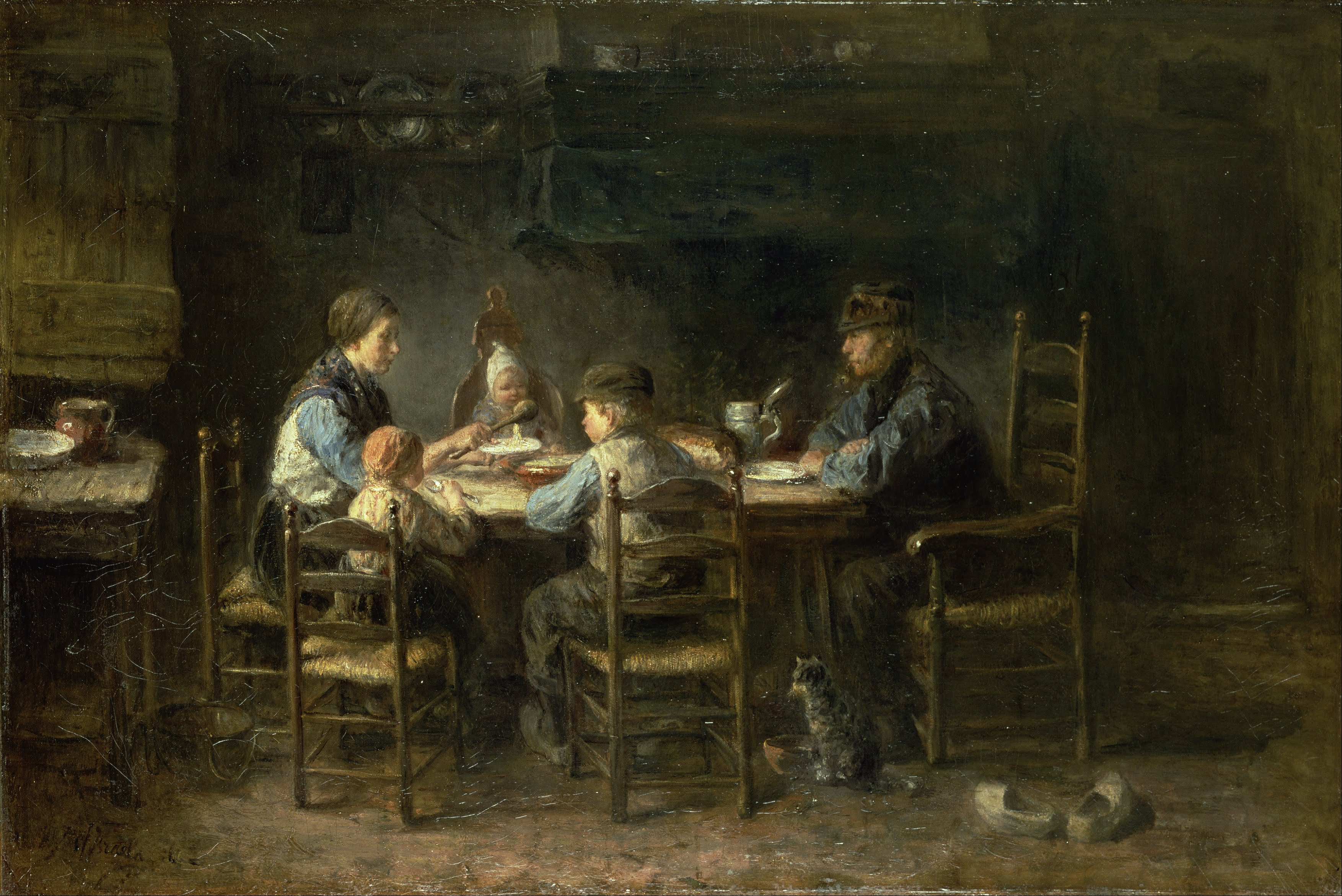
Jozef Israëls: Bauernfamilie am Tisch (1882), Van Gogh Museum Amsterdam
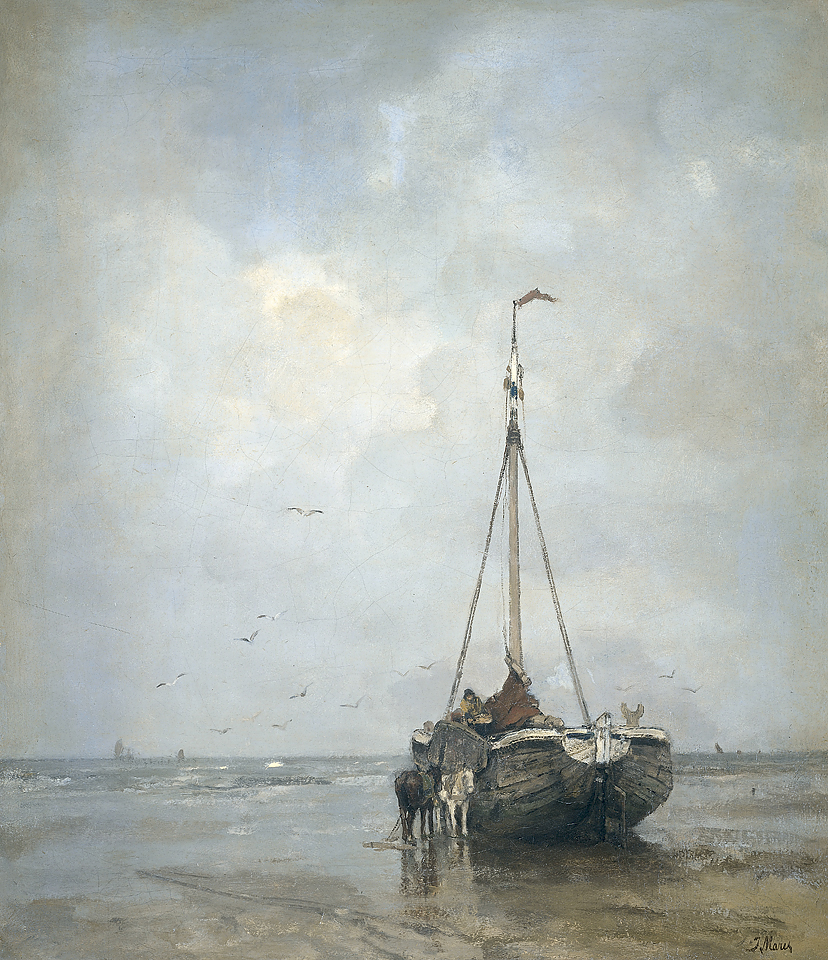
Jacob Maris: Segelschiff am Strand von Schevening, Rijksmuseum Amsterdam
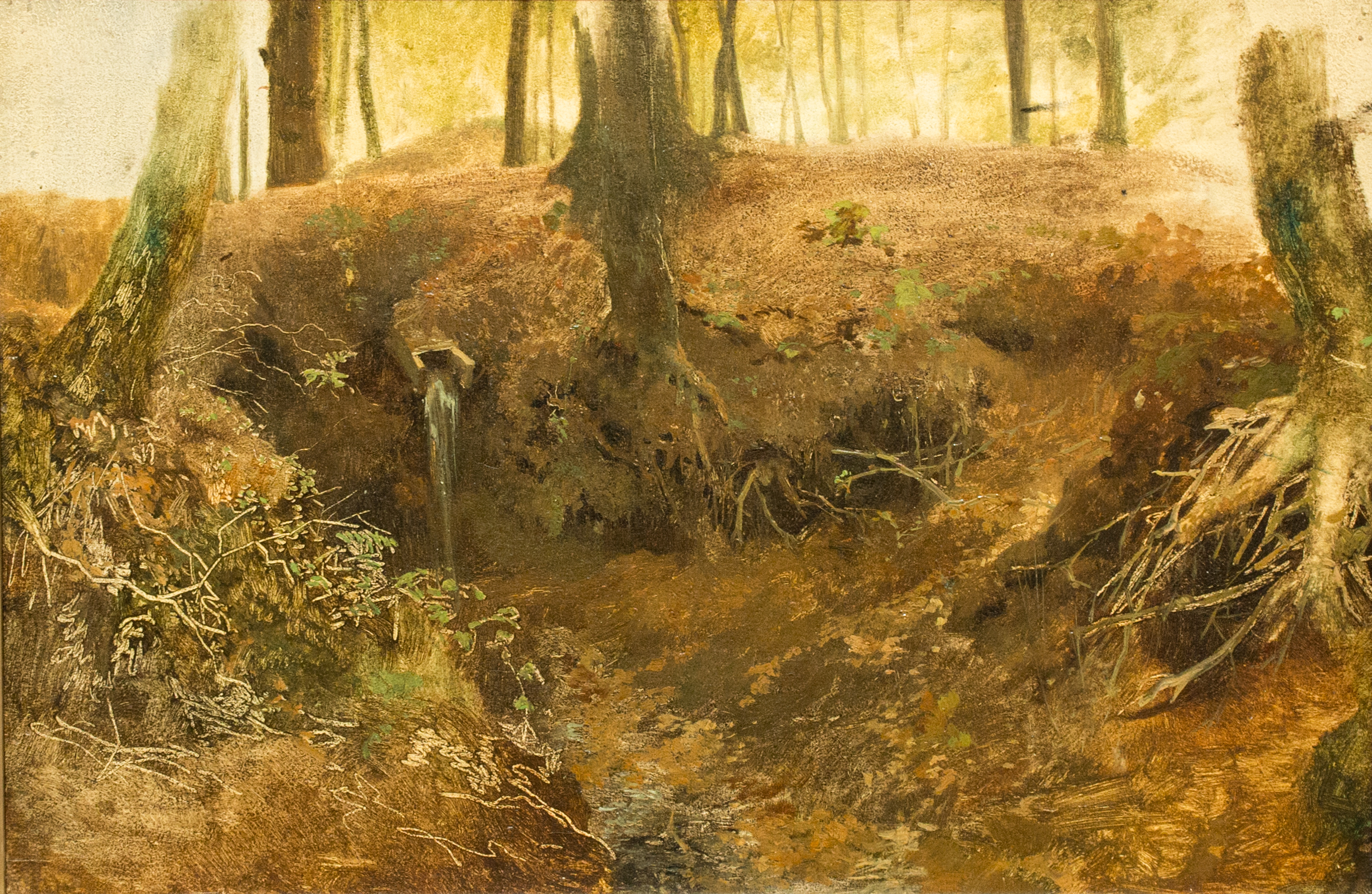
Matthijs Maris: Waldansicht bei Oosterbeek (1860), Kunstmuseum Den Haag
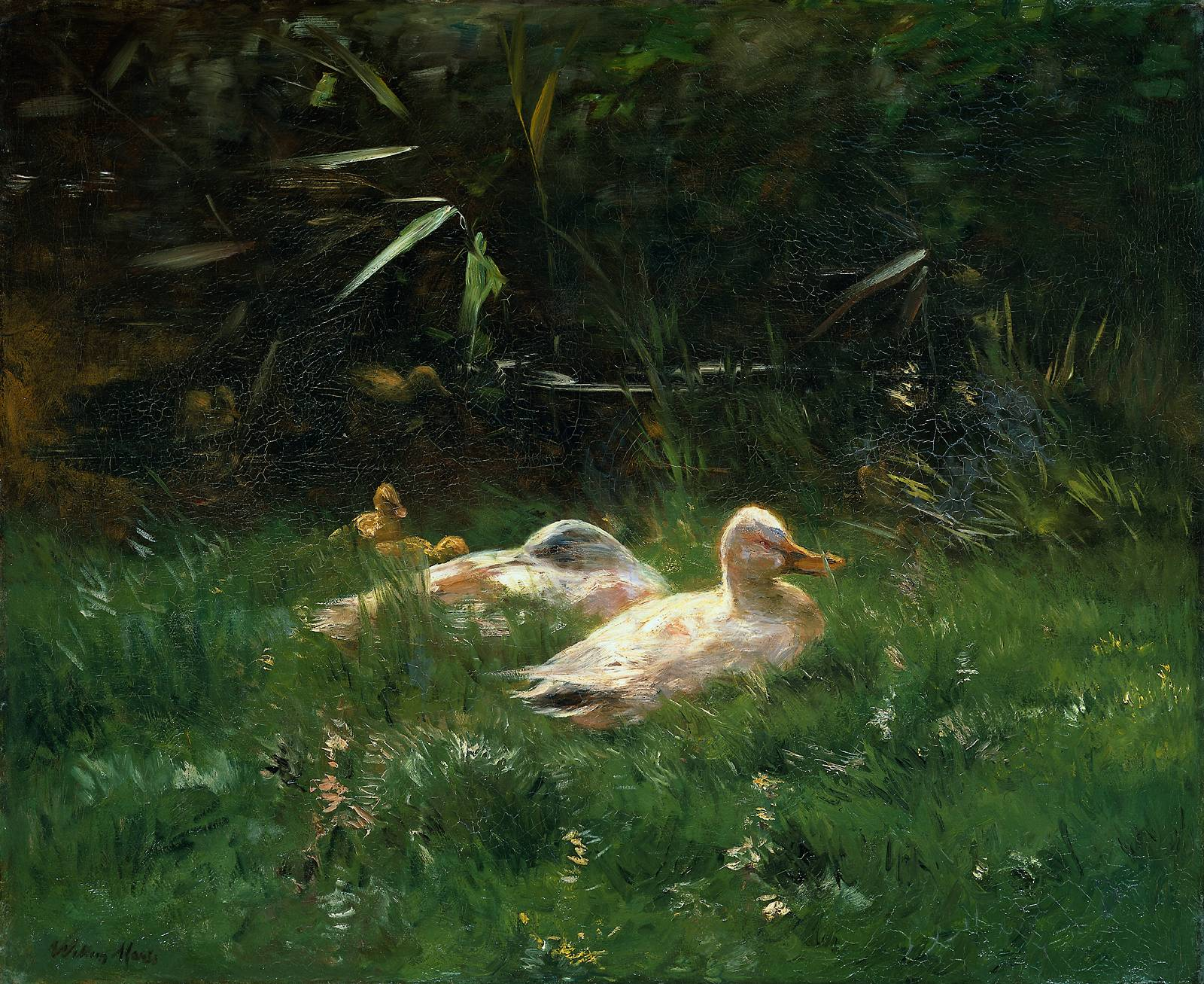
Willem Maris: Enten, Rijksmuseum Amsterdam
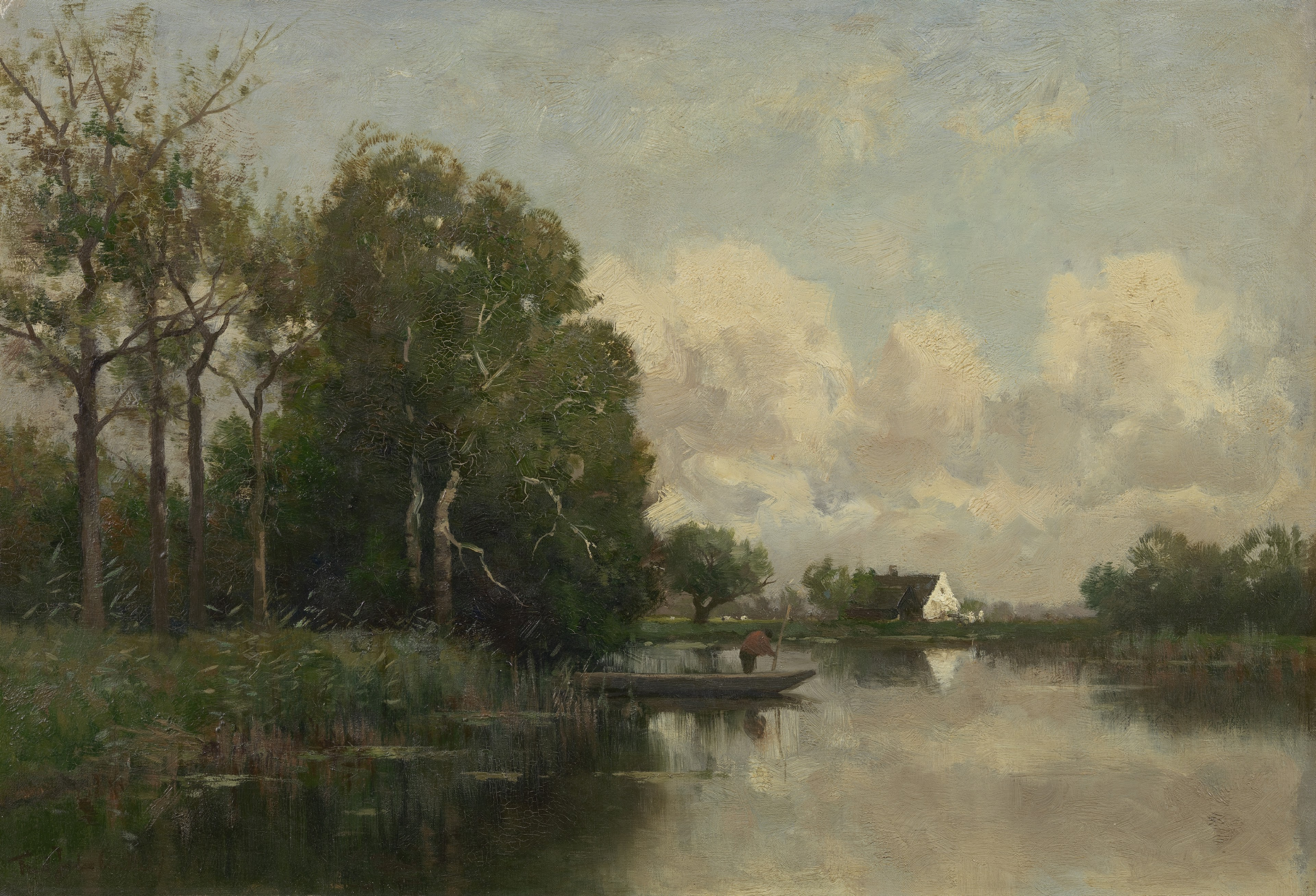
Jan Hendrik van Rossum du Chattel: Landschaft bei Vreeland (etwa 1871), Sammlung Mesdag
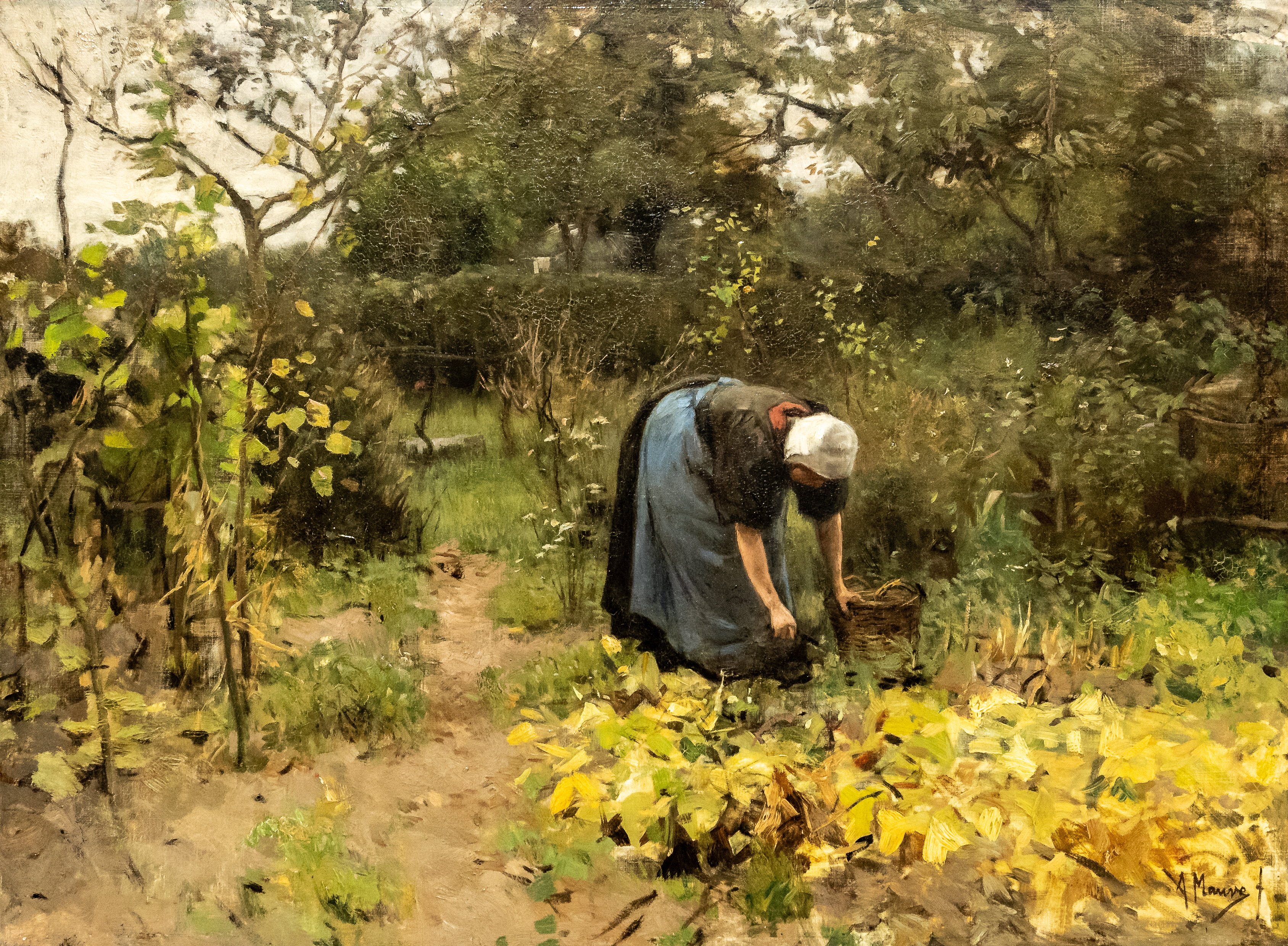
Anton Mauve: Im Gemüsegarten (nach 1870) Museum Barberini Potsdam
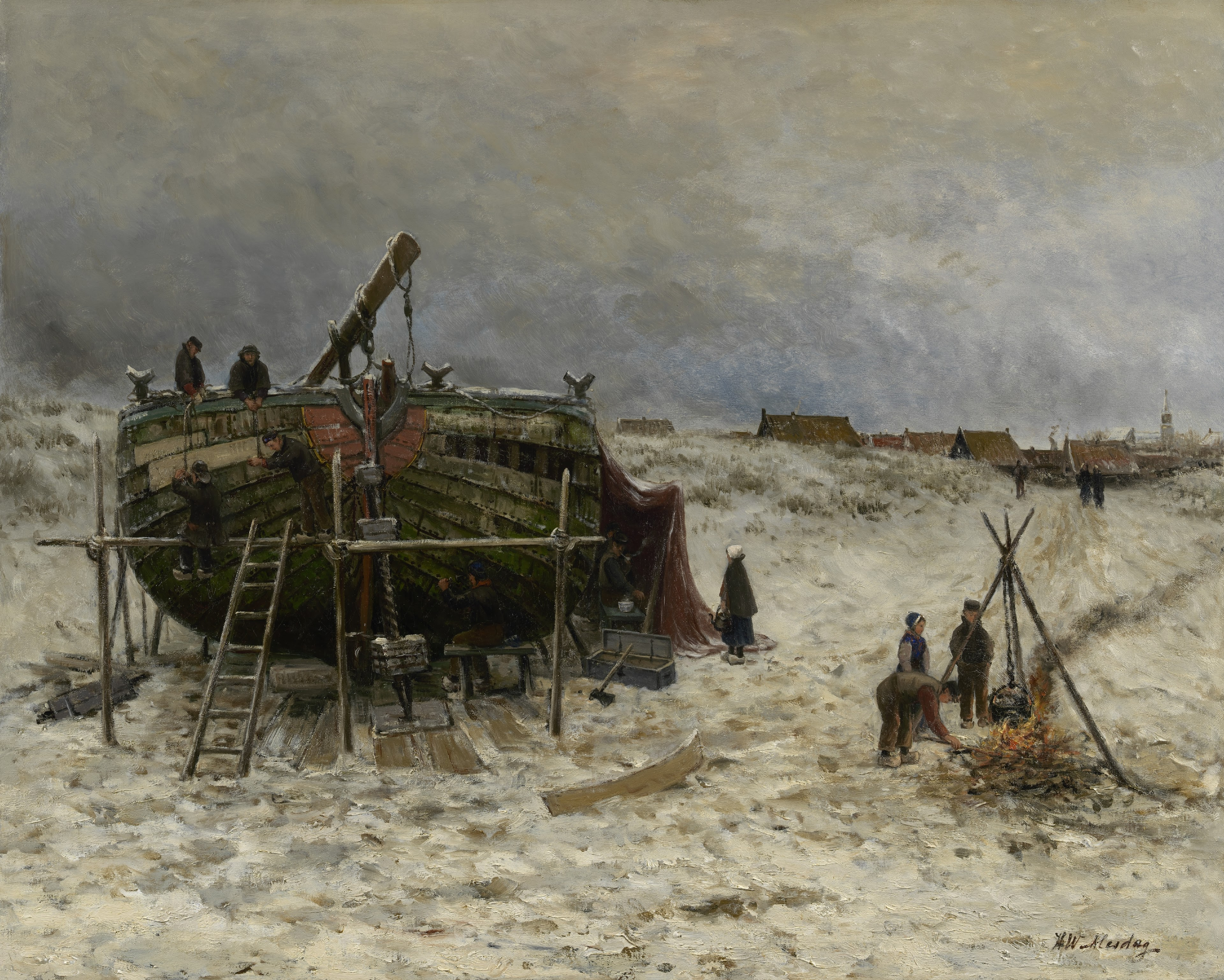
Hendrik Willem Mesdag: Breeuwen (1874/75), Sammlung Mesdag
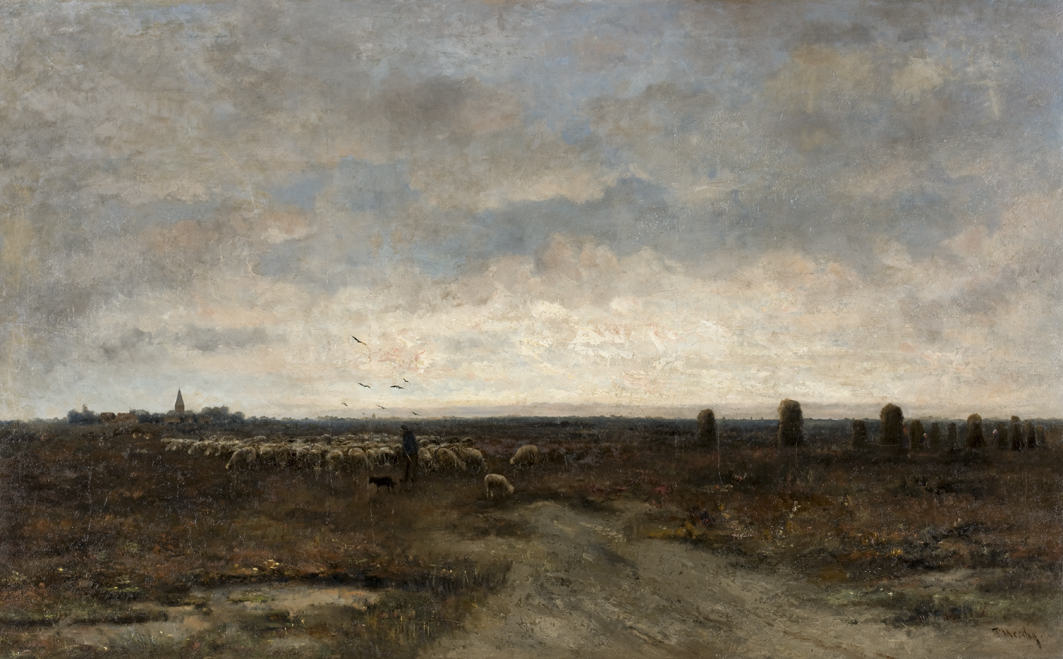
Taco Mesdag: Schafherde, Groninger Museum
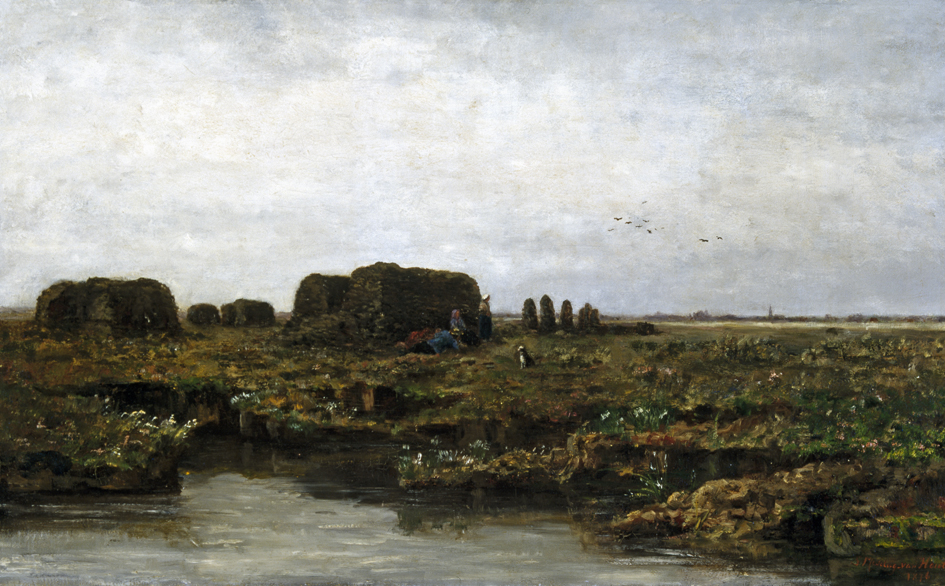
Sientje Mesdag-van Houten: Torfteich mit Torfstechern (1876), Groninger Museum
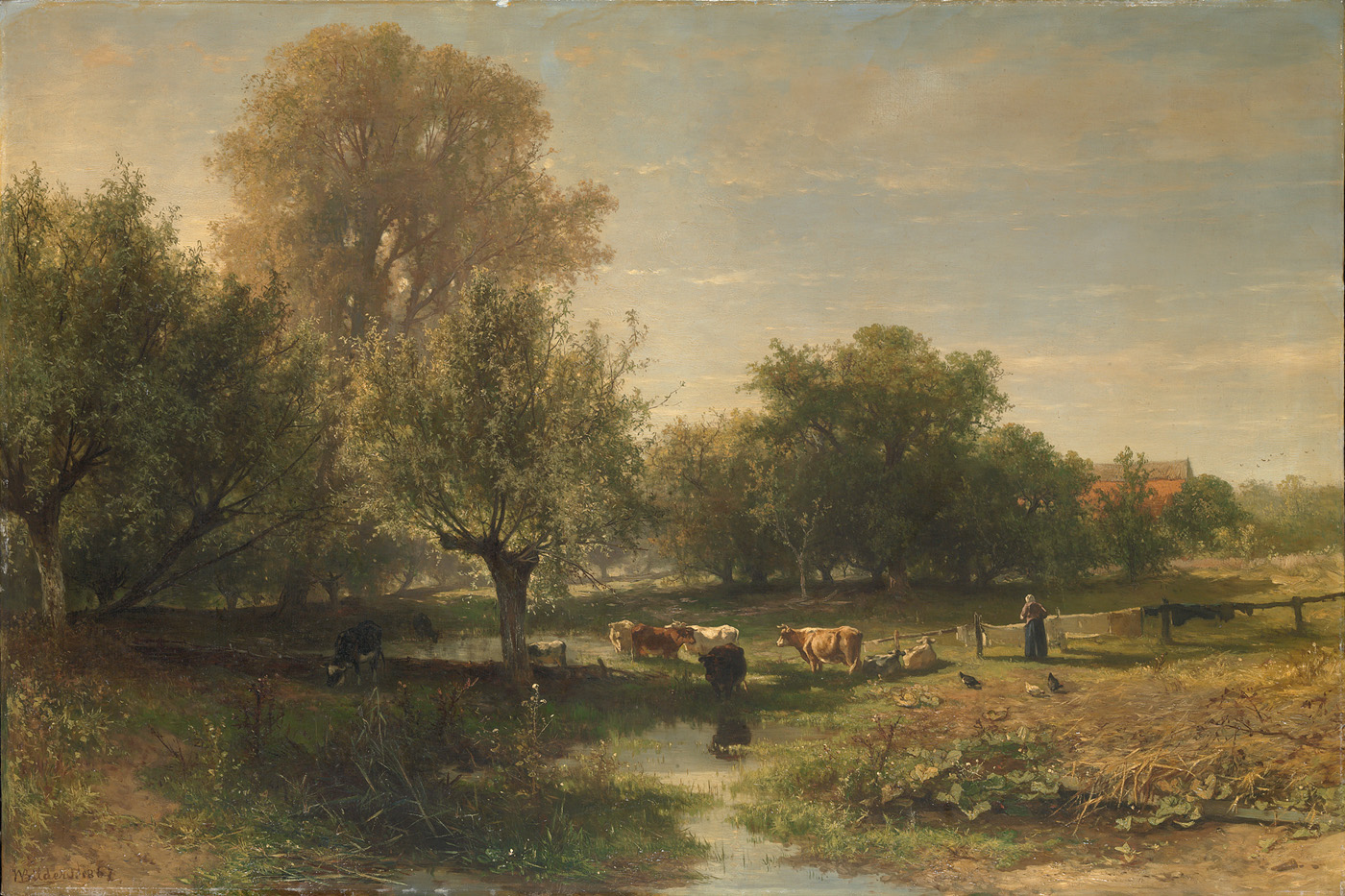
Willem Roelofs: Landschaft bei Oosterbeek (1867), Amsterdam Museum
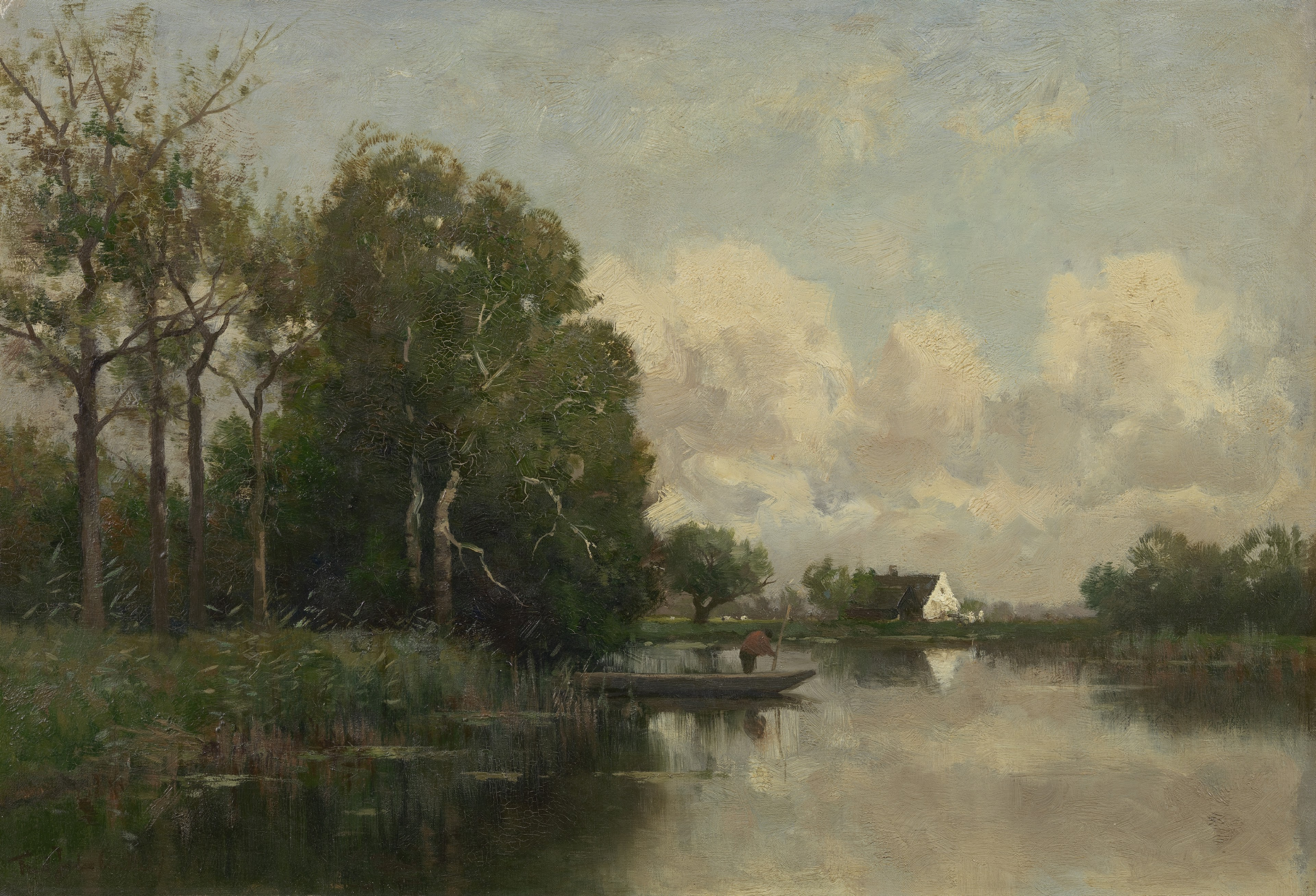
Jan Hendrik van Rossum du Chattel: Landschaft bei Vreeland, Sammlung Mesdag
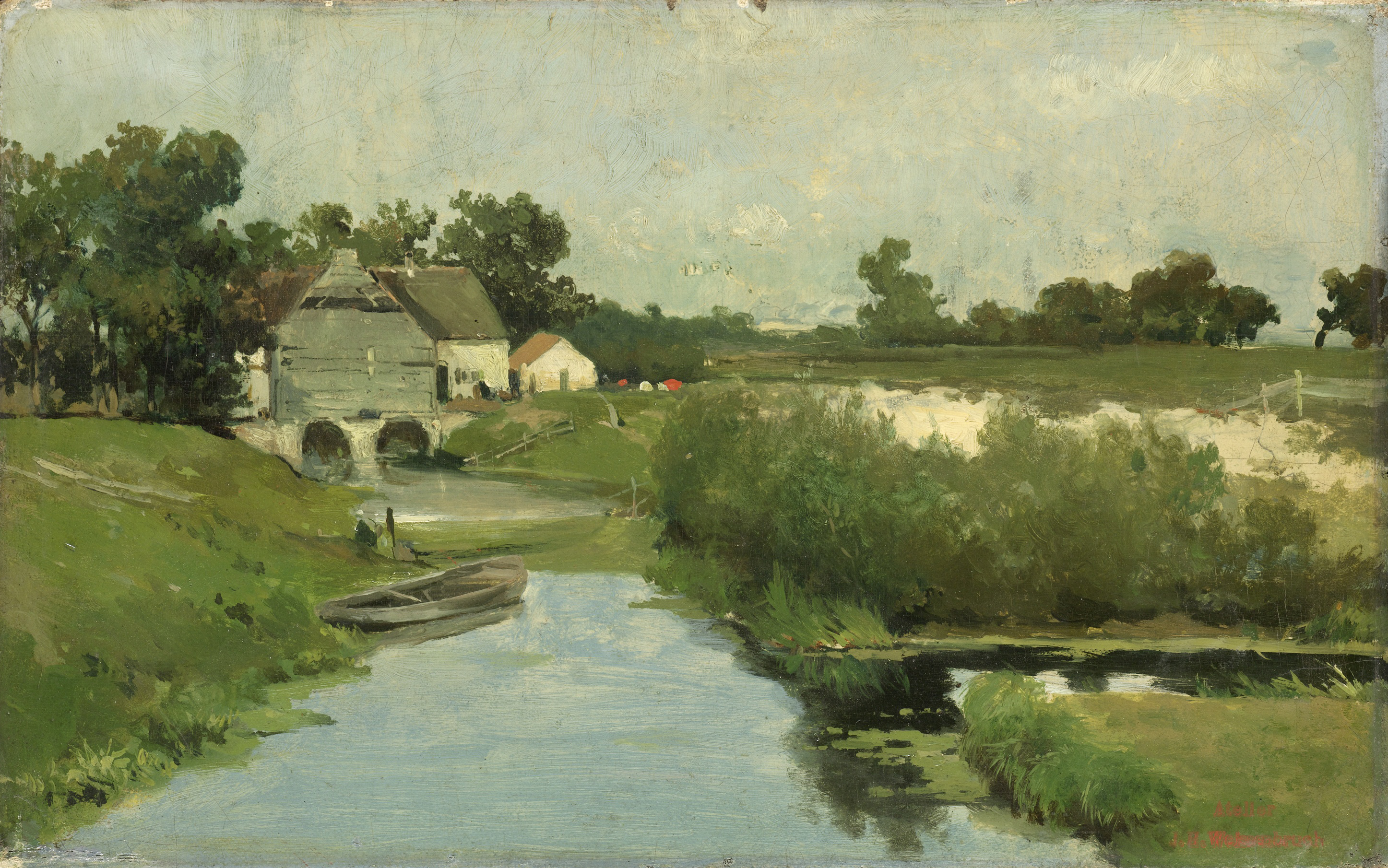
Jan Hendrik Weissenbruch: Sommertag (etwa 1870), Rijksmuseum Amsterdam

### Zweite Generation

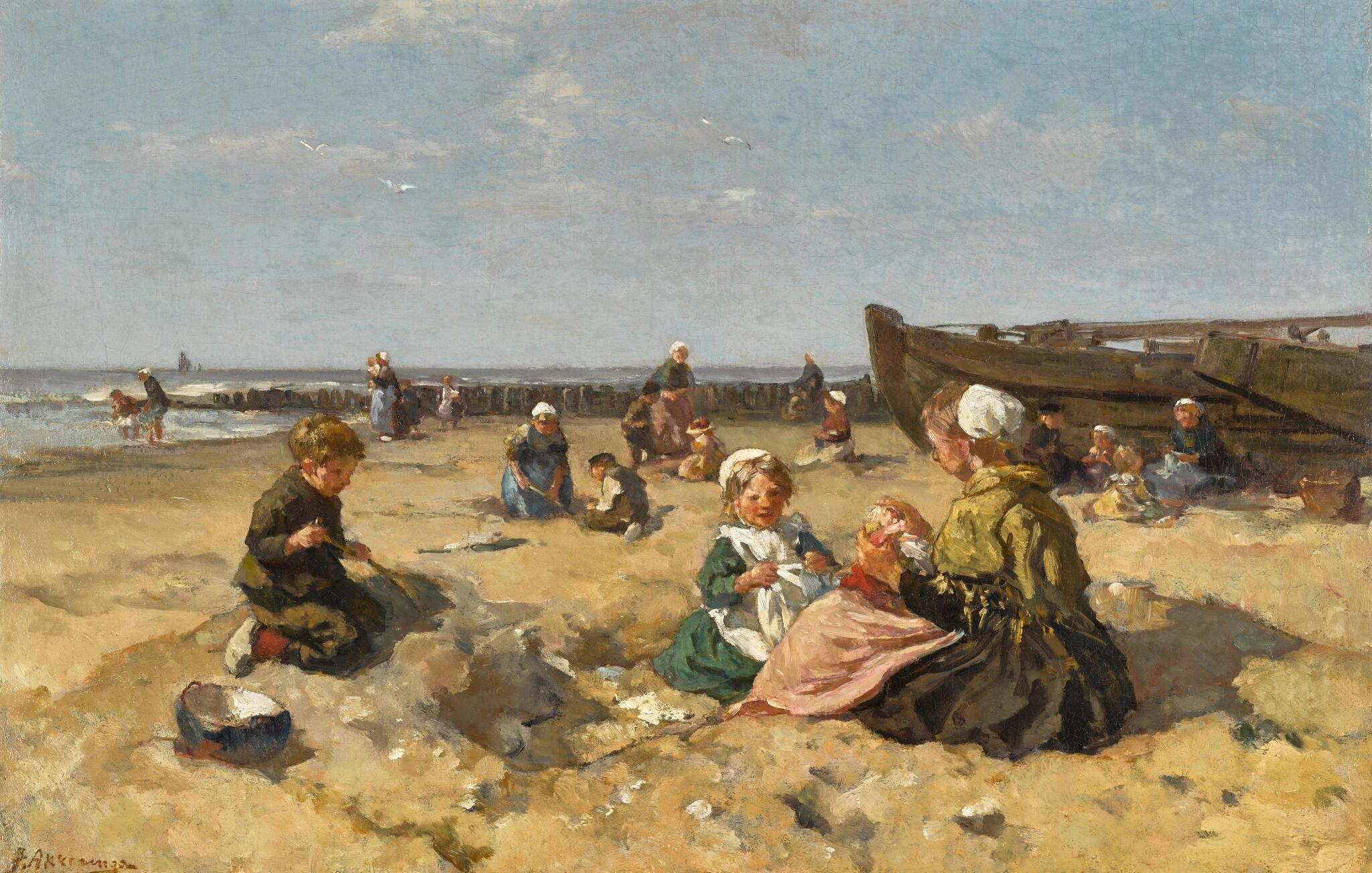
Johannes Evert Hendrik Akkeringa: Spielende Kinder am Srand. Privatsammlung
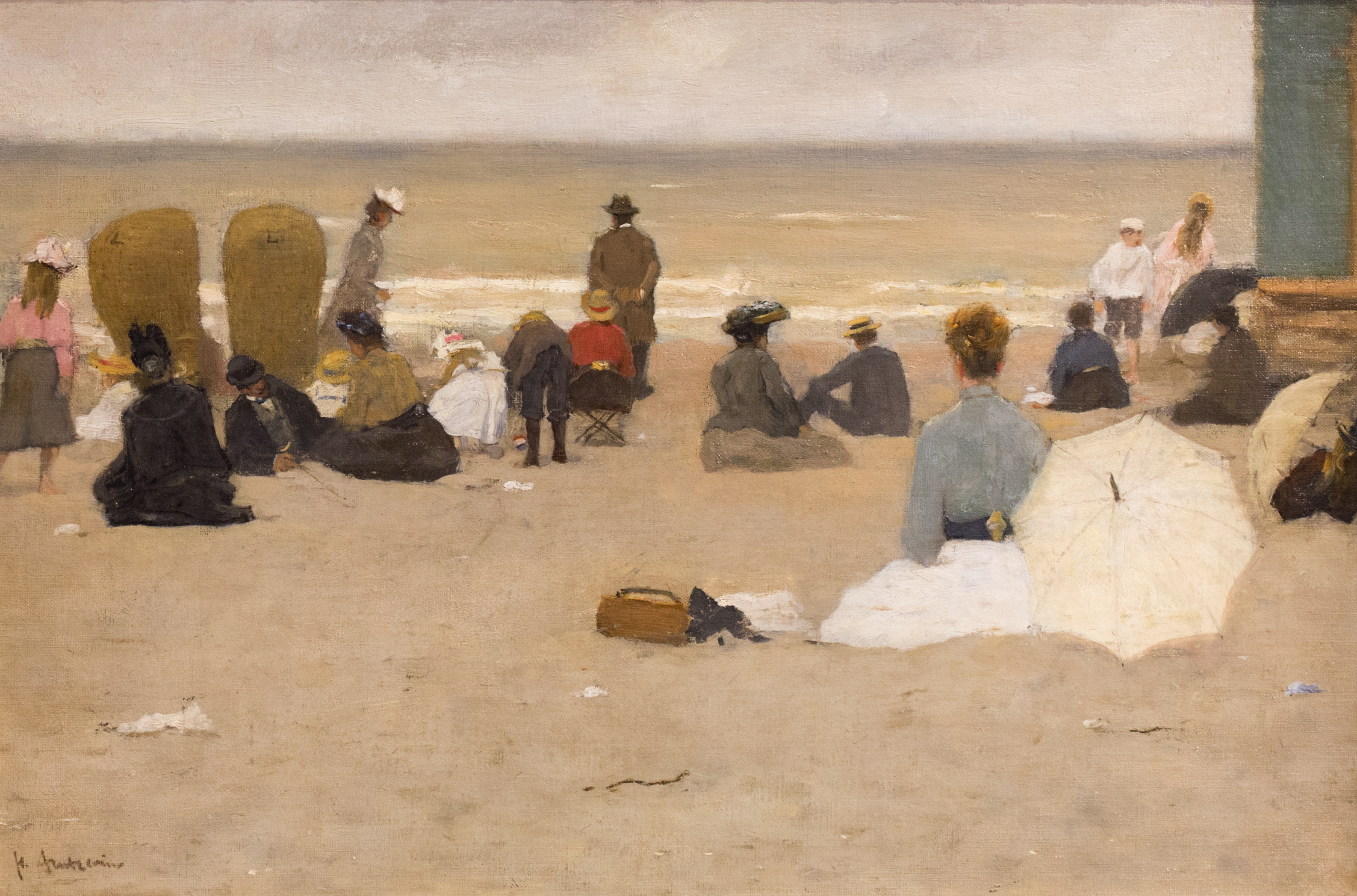
Floris Arntzenius: Am Strand von Scheveningen (1900), Dordrechts Museum
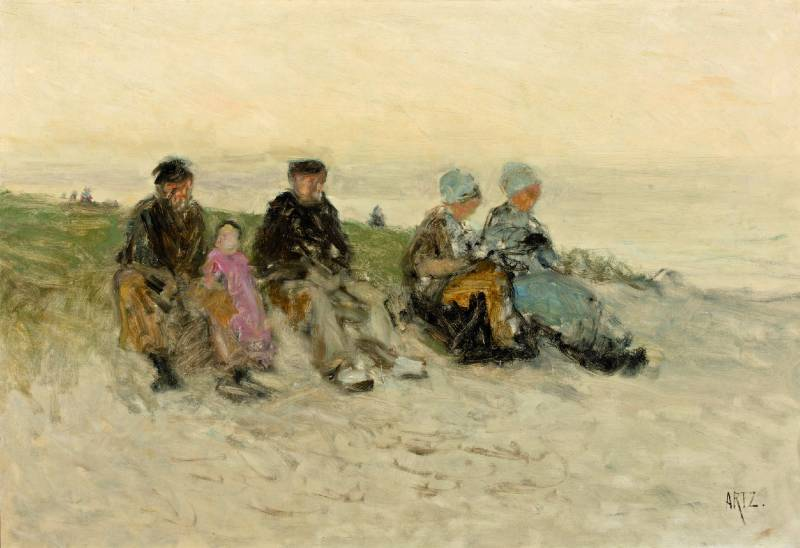
Adolphe Artz: Fischerfamilie in den Dünen (etwa 1880)
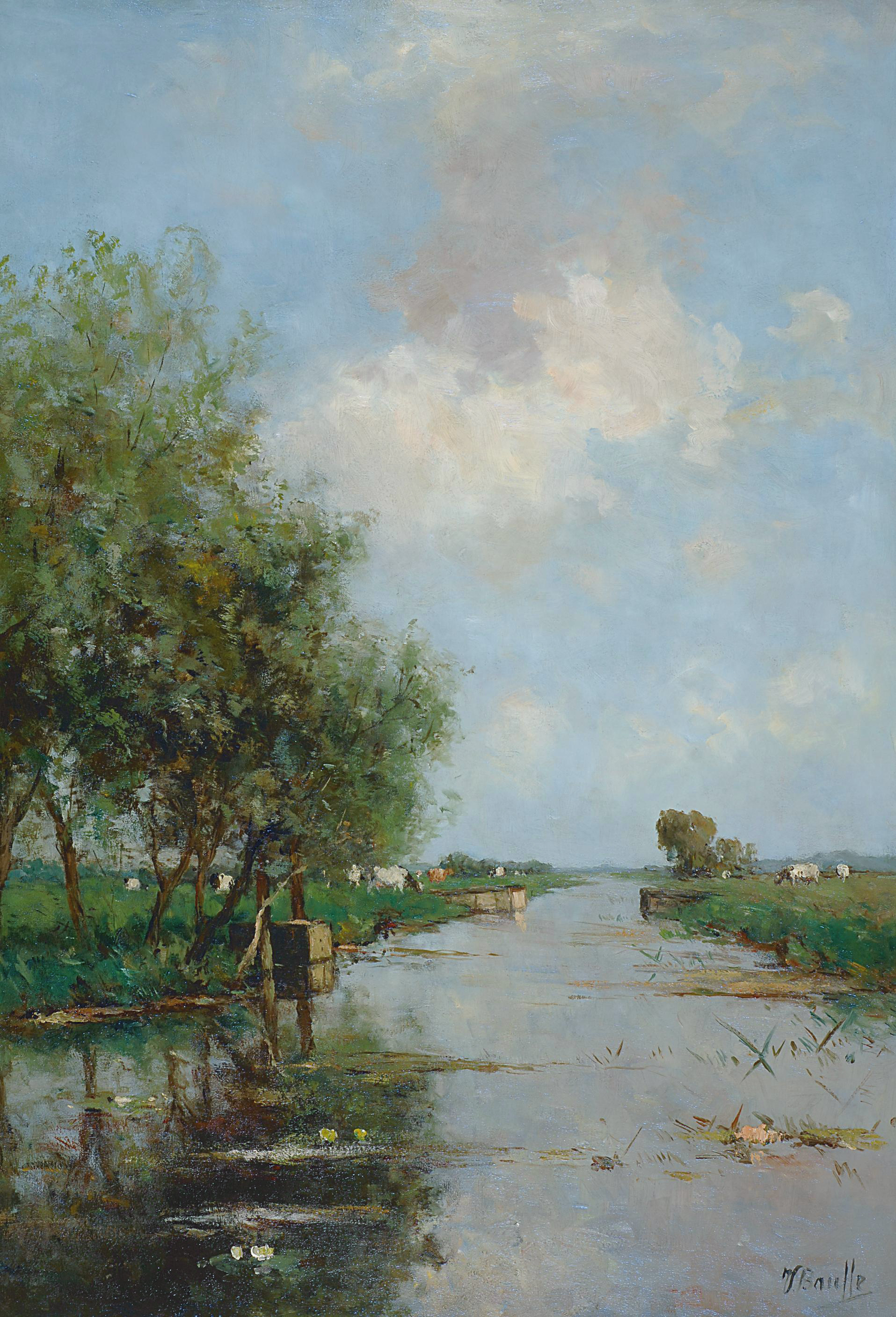
Victor Bauffe: Polderlandschaft mit Kühen, Privatsammlung
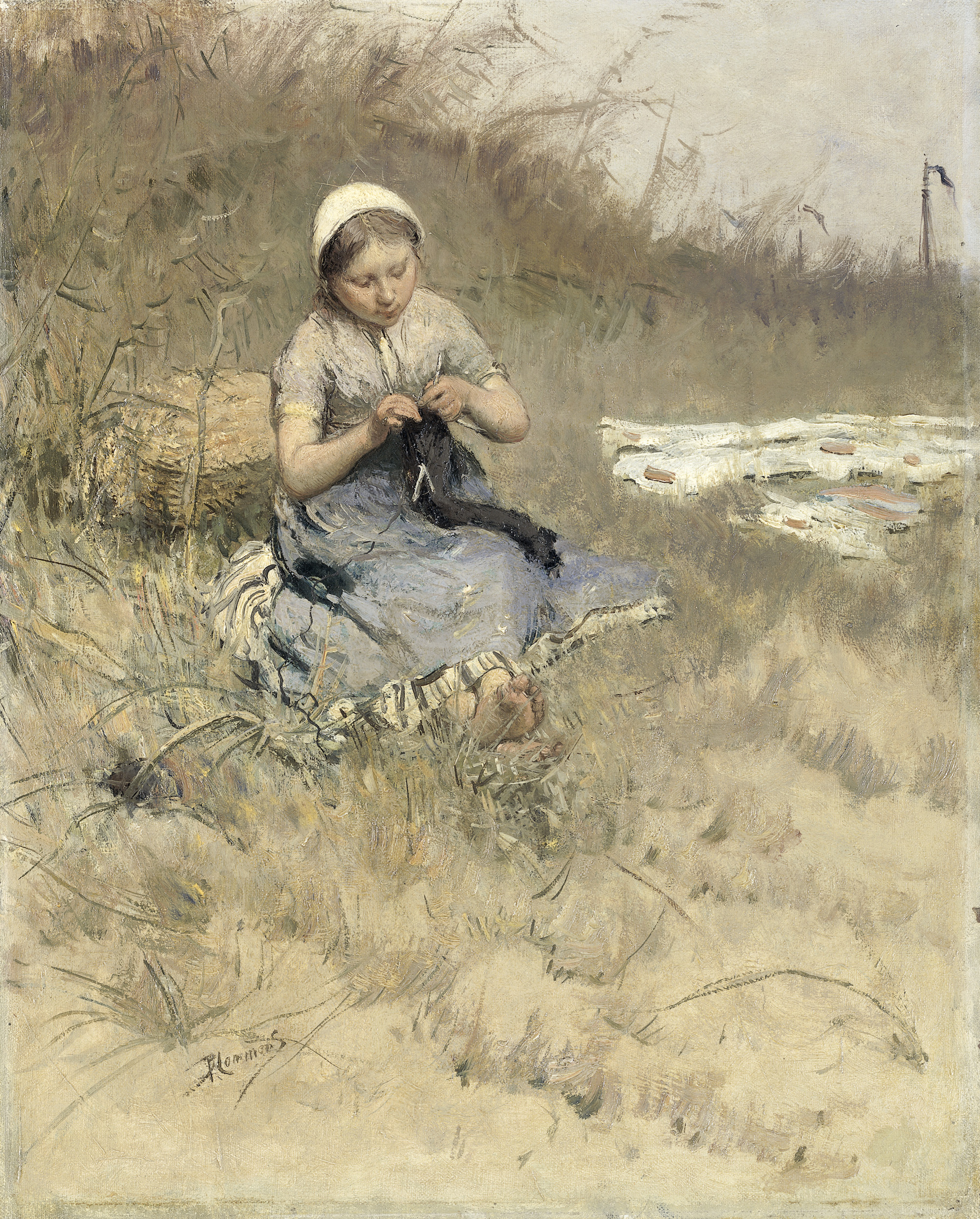
Bernard Blommers: Die Strickerin, Rijksmuseum Amsterdam
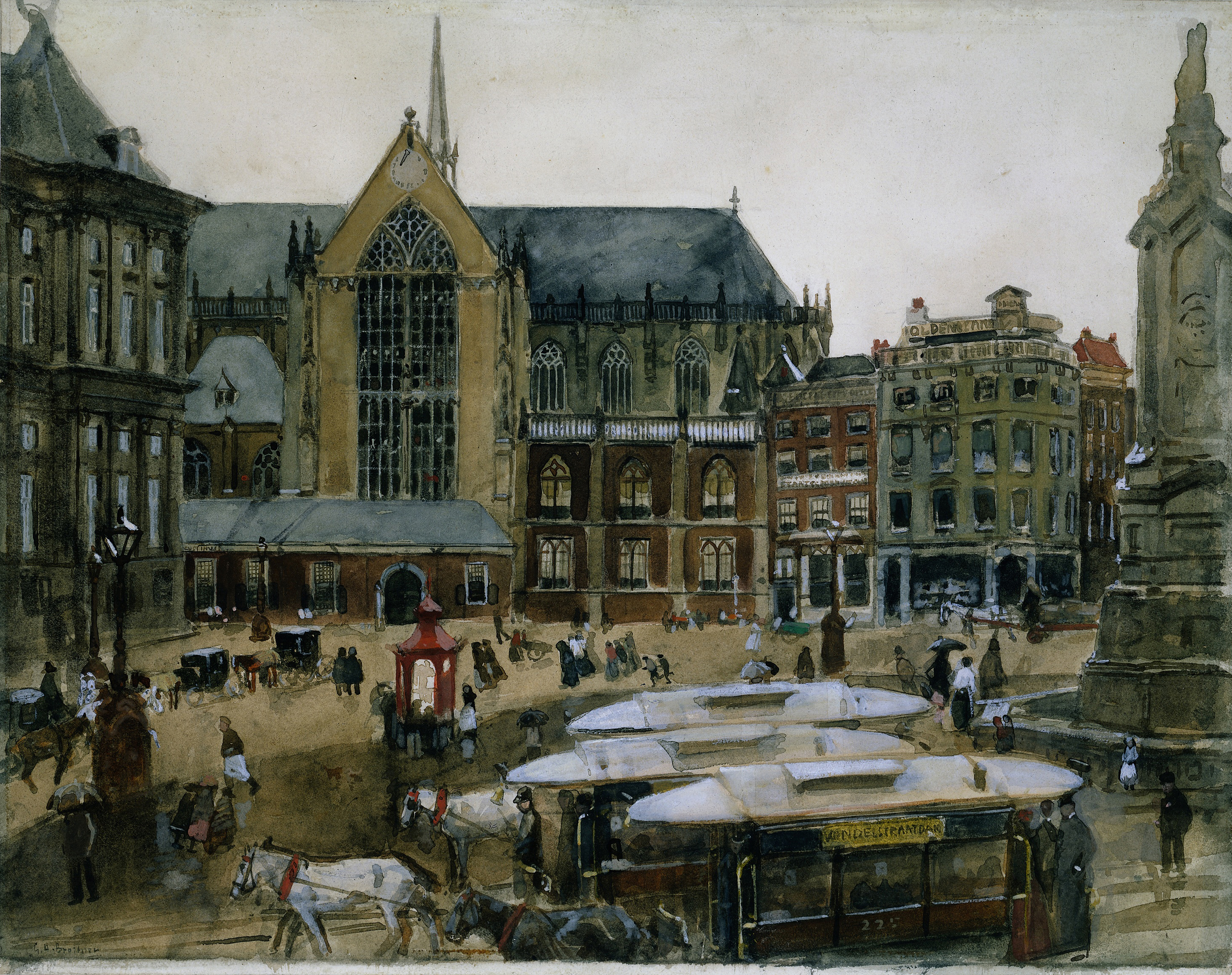
George Hendrik Breitner: Blick auf den Dam-Platz von Amsterdam, Rijksmuseum Amsterdam
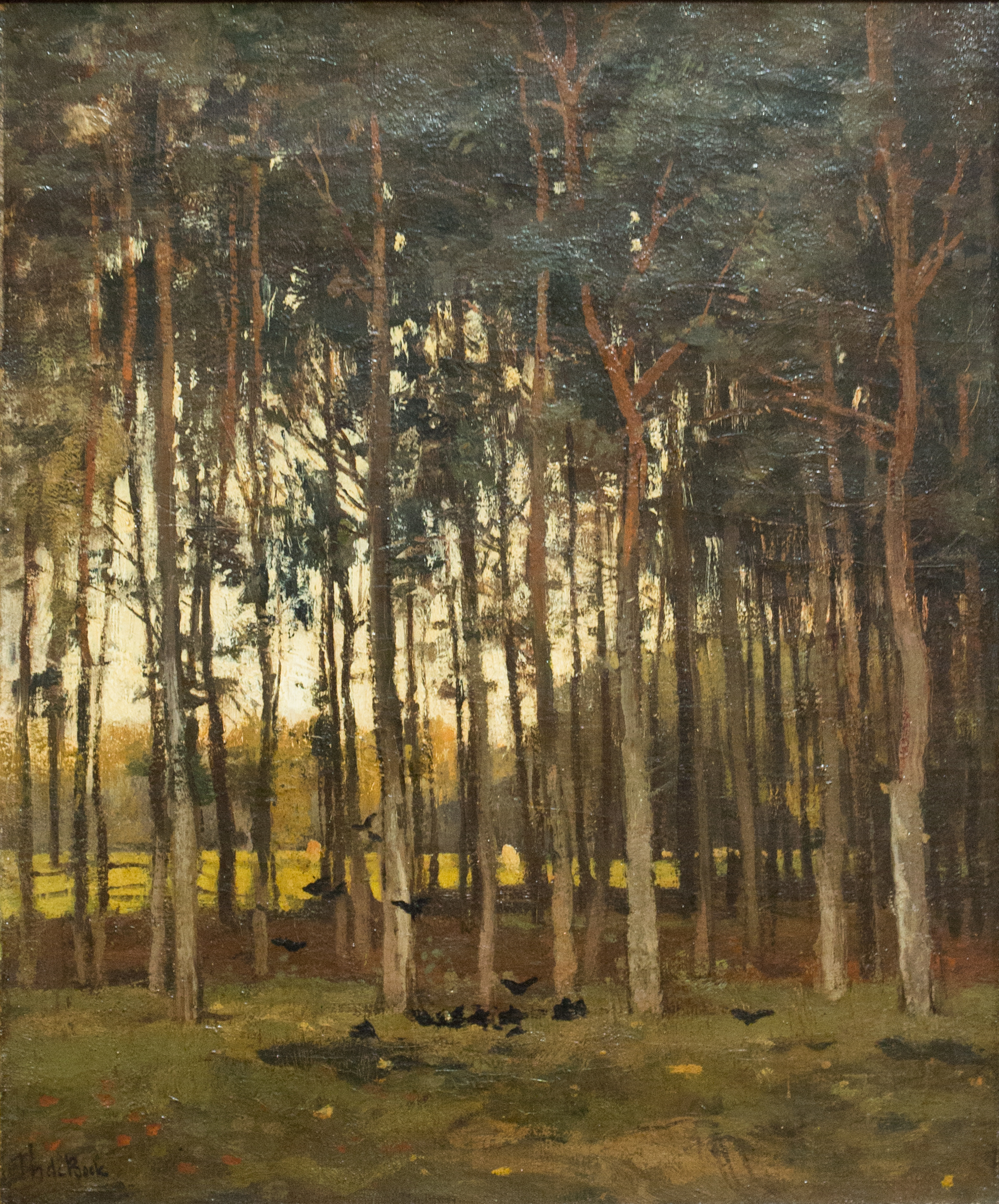
Théophile de Bock: Waldansicht, Rijksmuseum Amsterdam
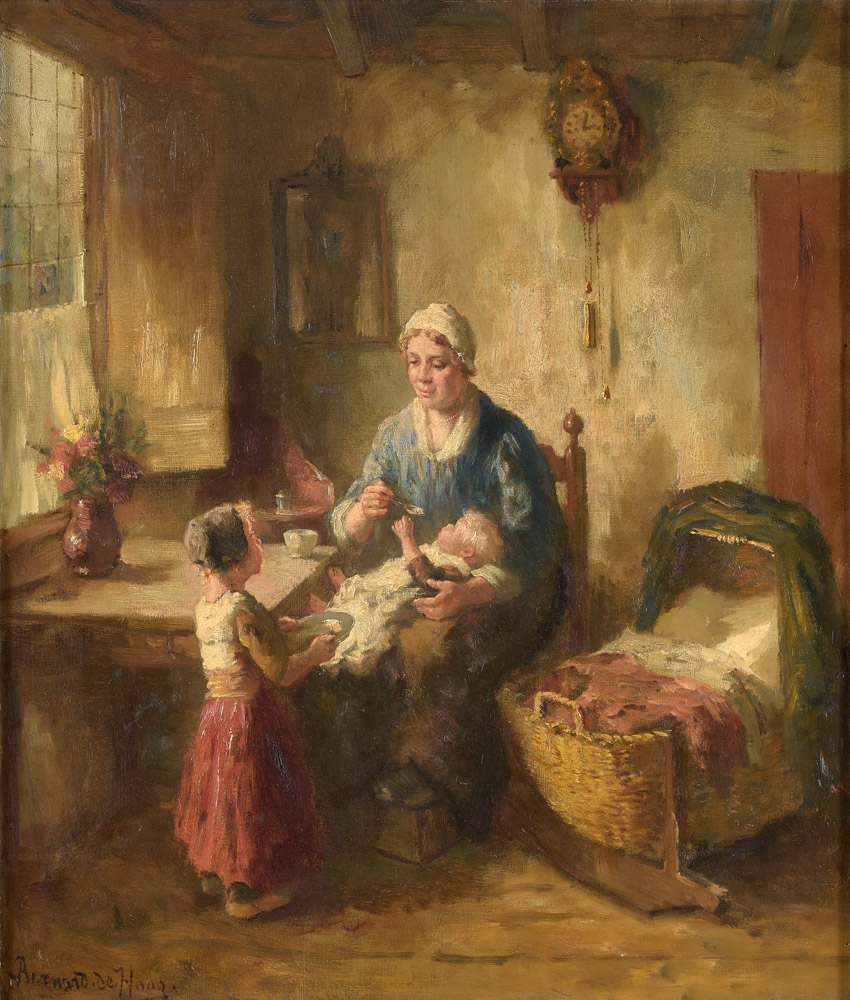
Bernard de Hoog: Das Neugeborene, Privatsammlung
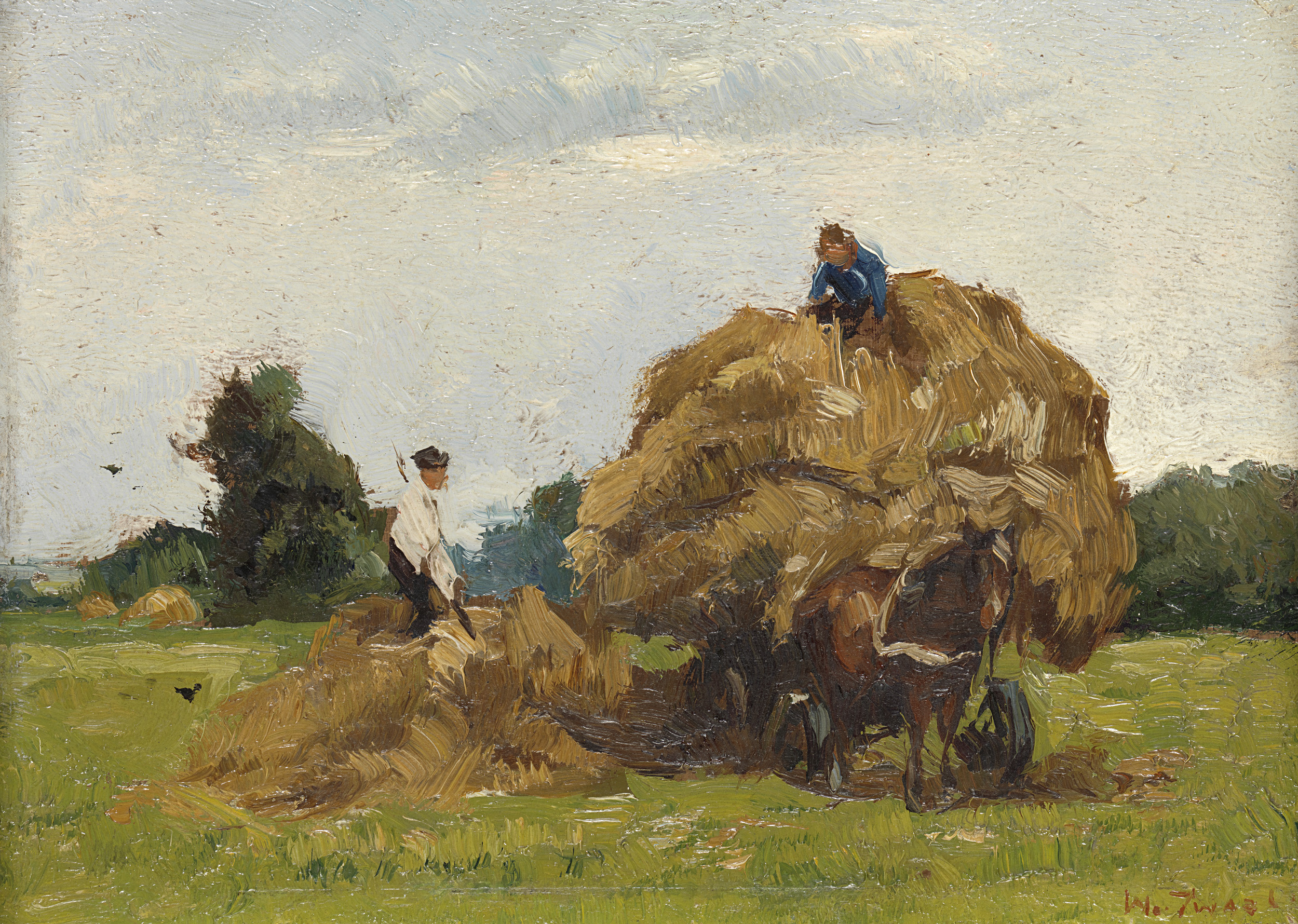
Willem de Zwart: Heuwagen, Rijksmuseum Amsterdam
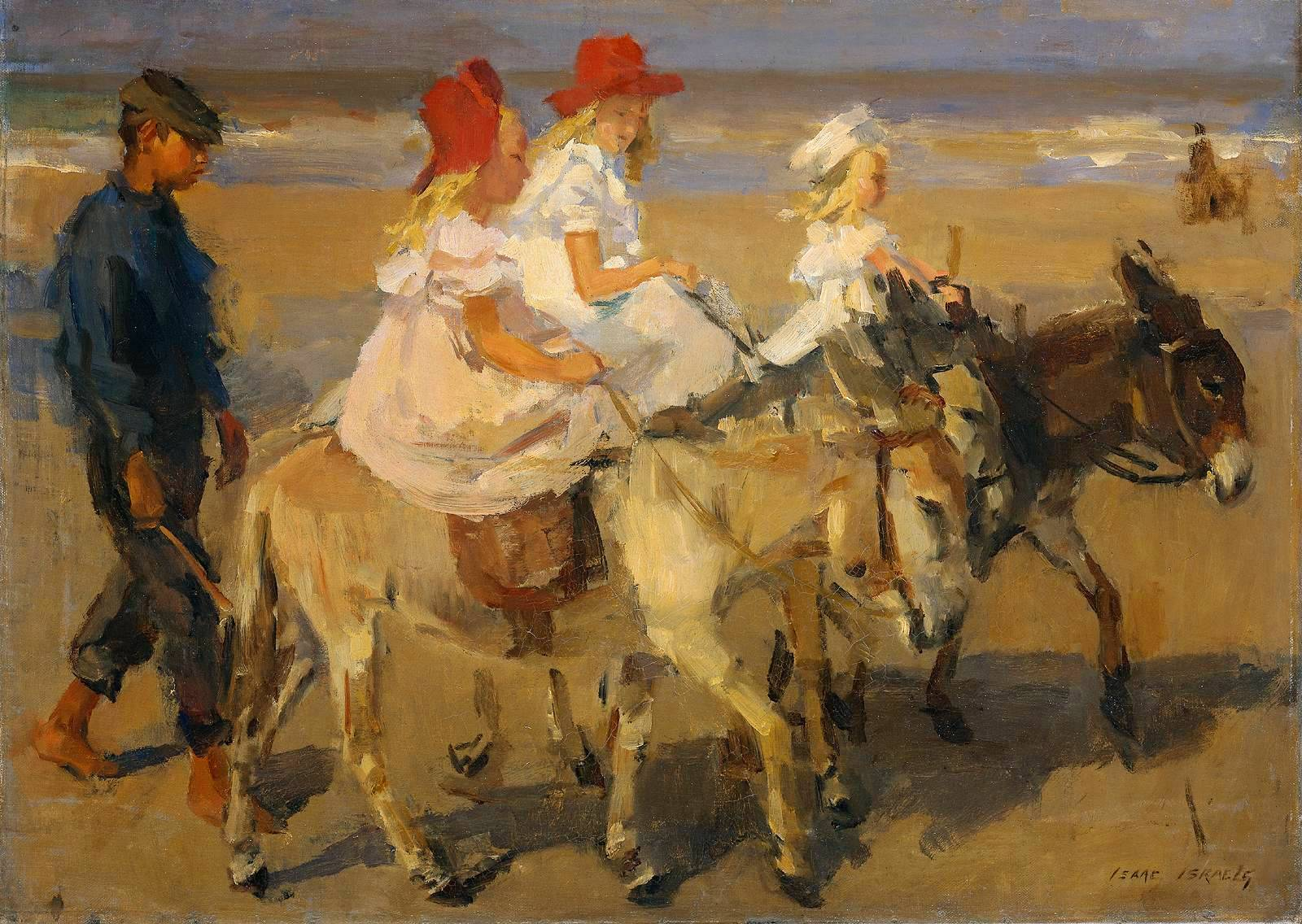
Isaac Israels: Eselreiten am Strand (1898–1900), Rijksmuseum Amsterdam
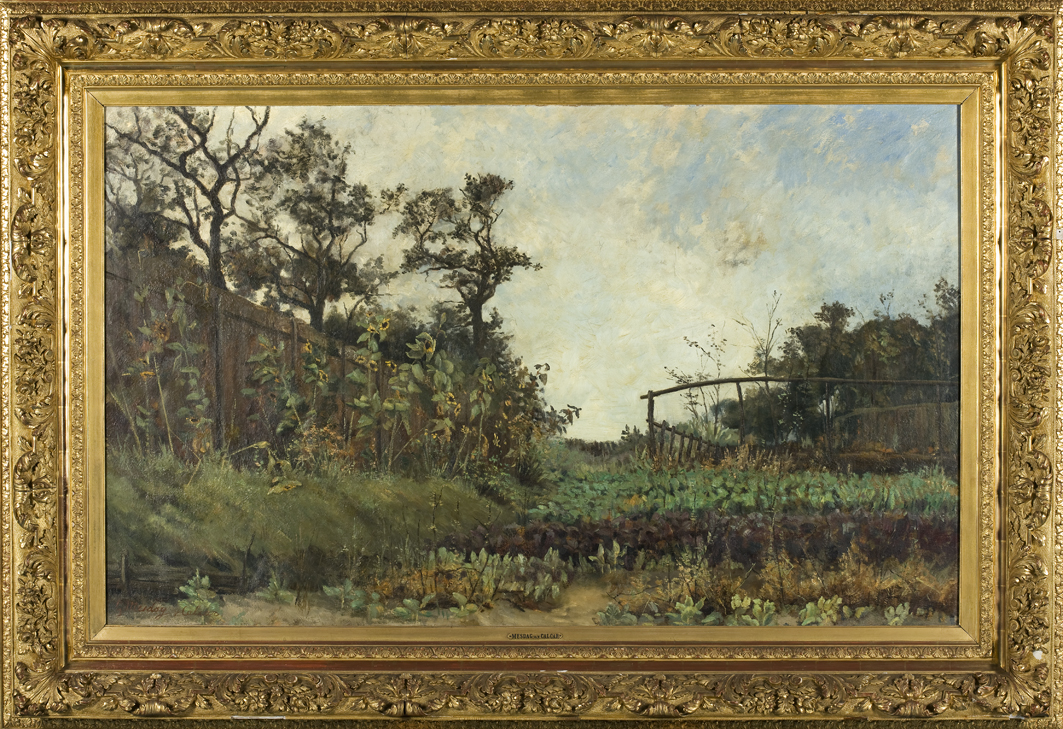
Geesje Mesdag-van Calcar: Garten, Groninger Museum
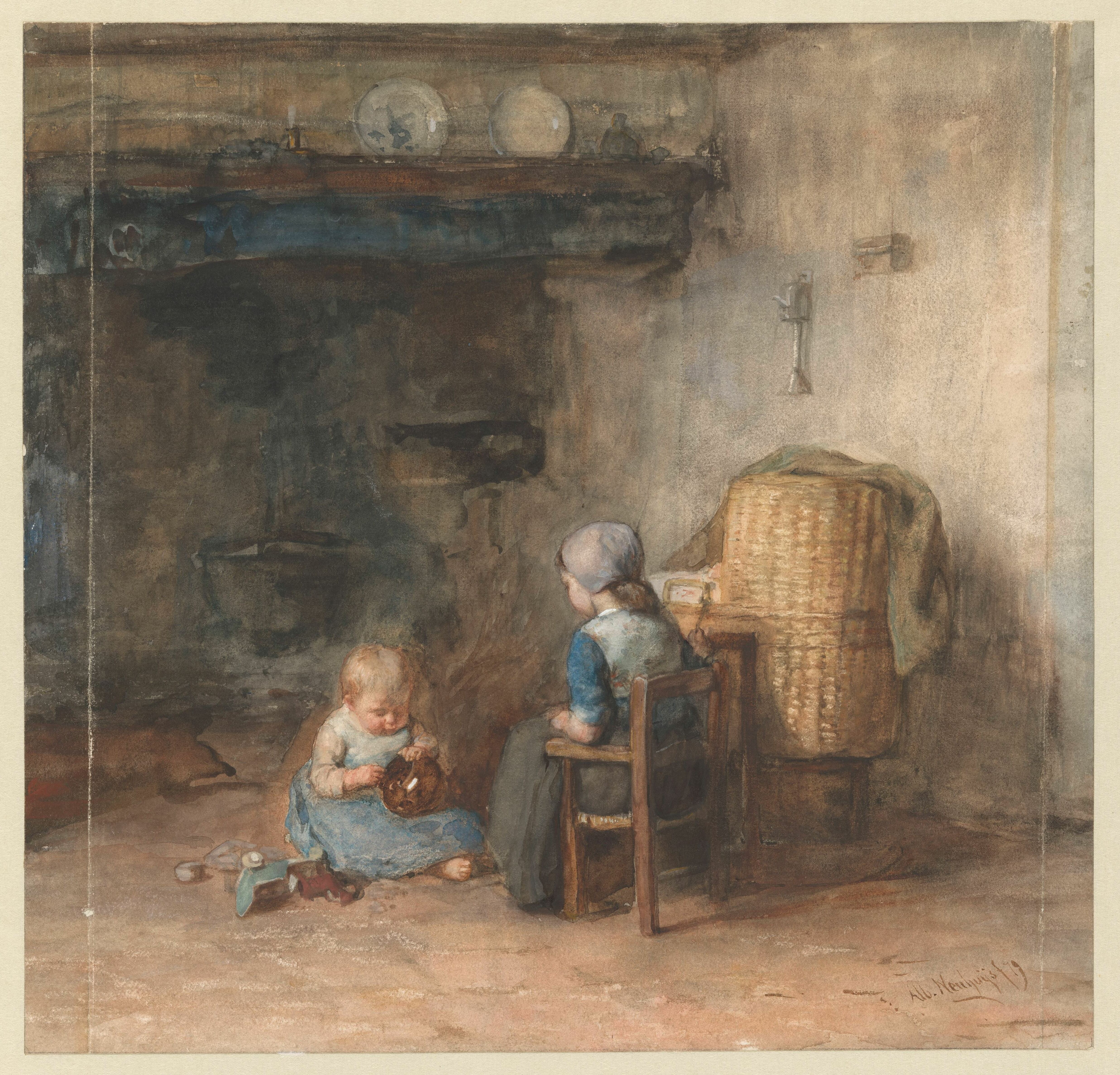
Albert Neuhuys: Zwei Kinder in einer Bauernstube (1879),  Rijksmuseum Amsterdam
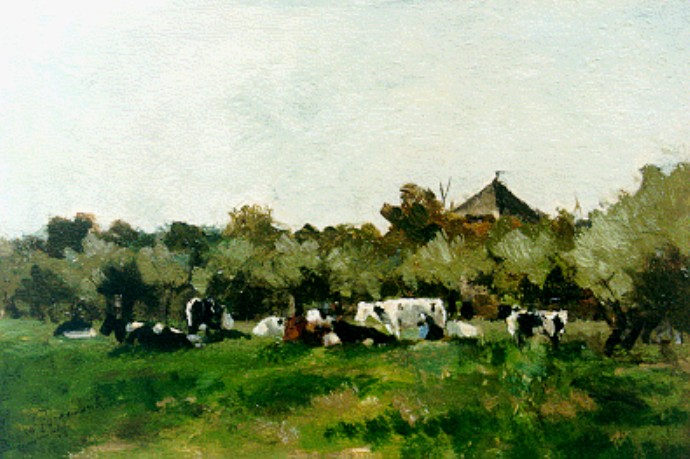
George Jan Hendrik (Geo) Poggenbeek: Melkzeit (etwa 1895)
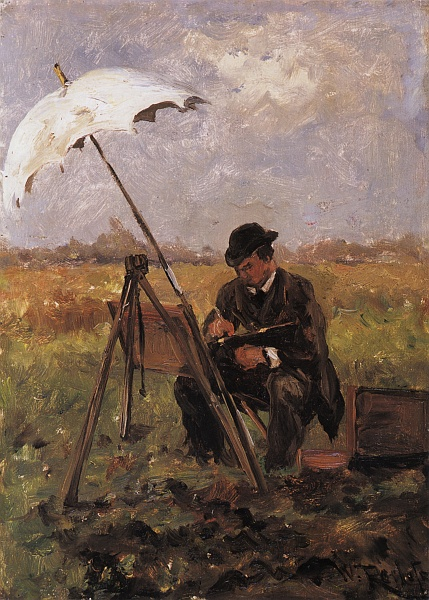
Albert Roelofs: Victor Bauffe bei der Arbeit (etwa 1890)
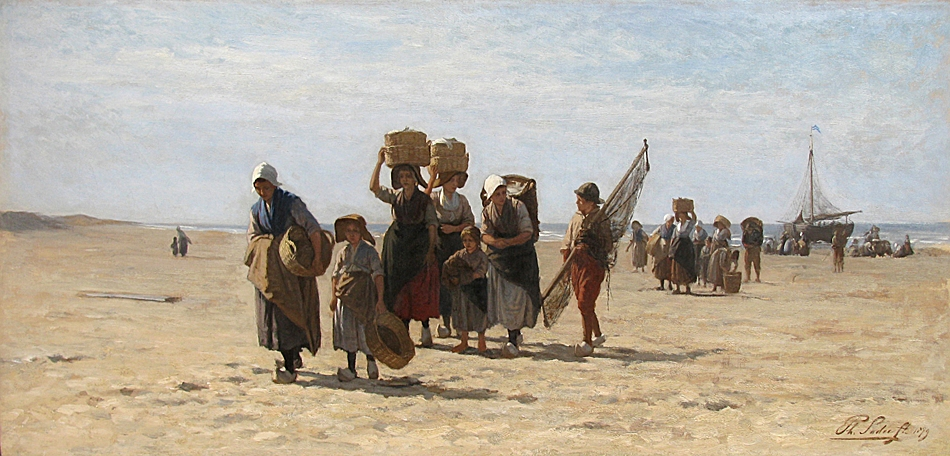
Philip Sadée: Heimweg (etwa 1878)
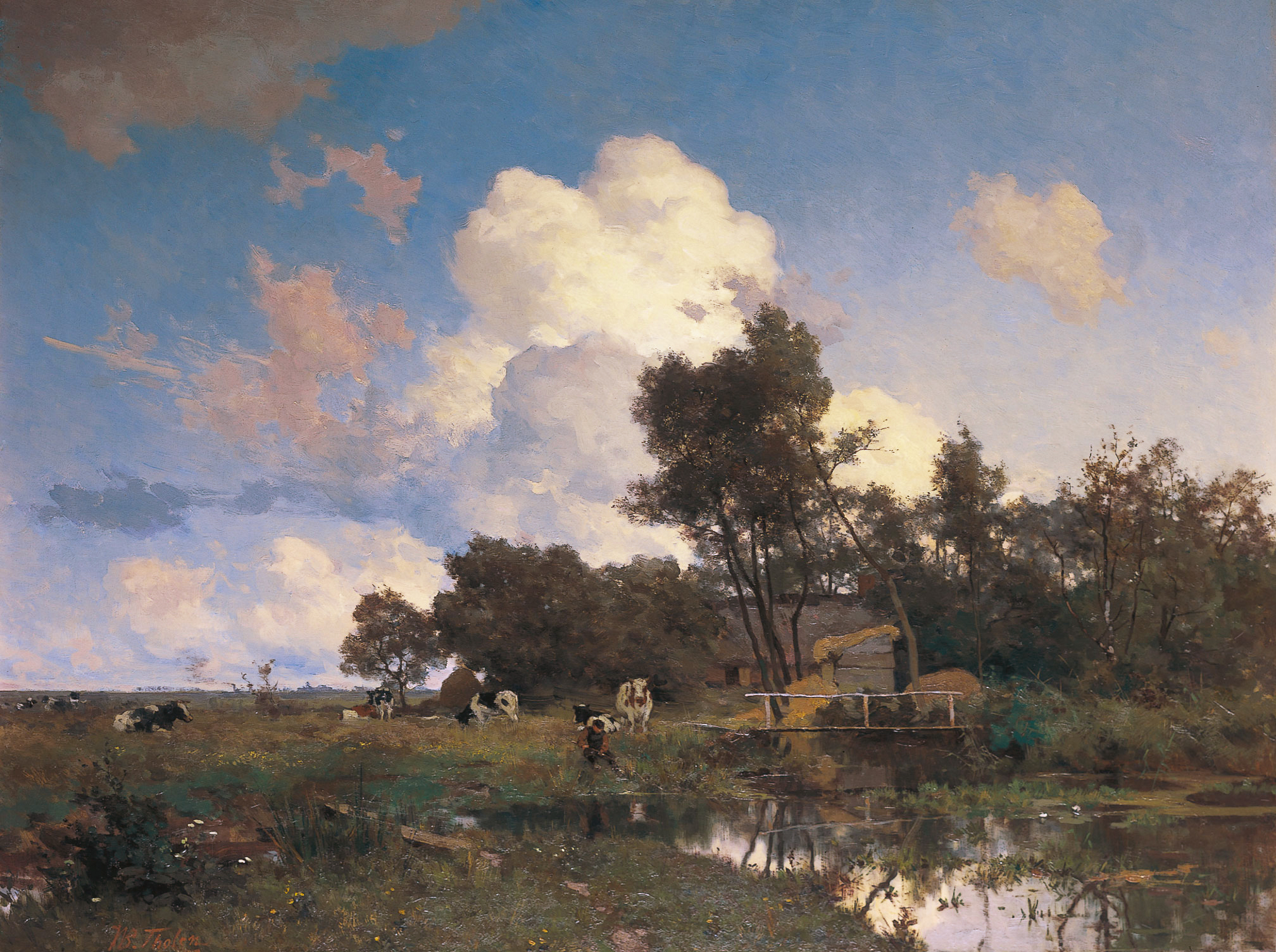
Willem Bastiaan Tholen: Zomers boerenlandschap, private collection
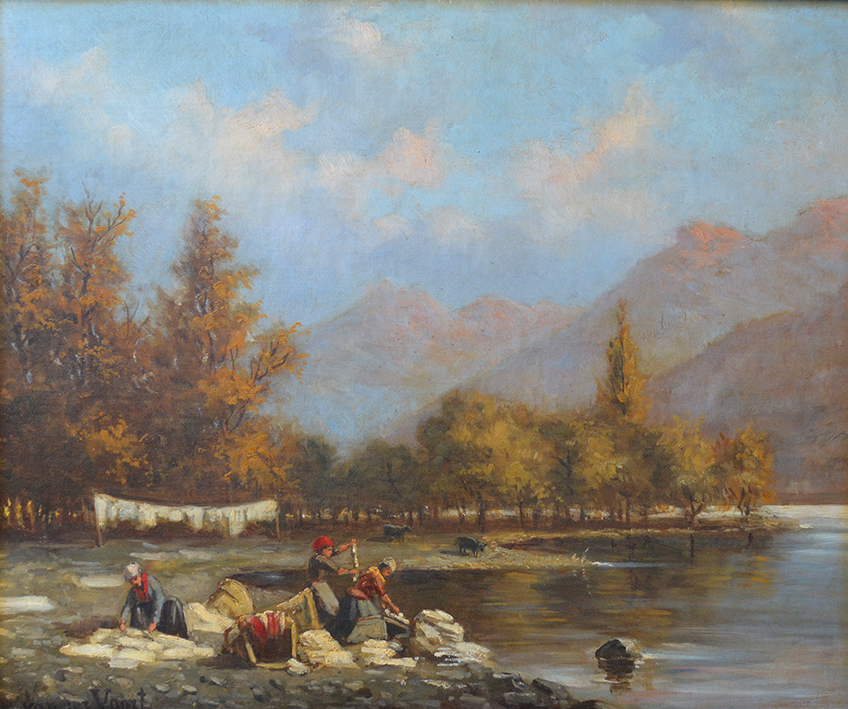
Herman Jacob van der Voort in de Betouw: Wäscherinnen am Gardasee (um 1890)
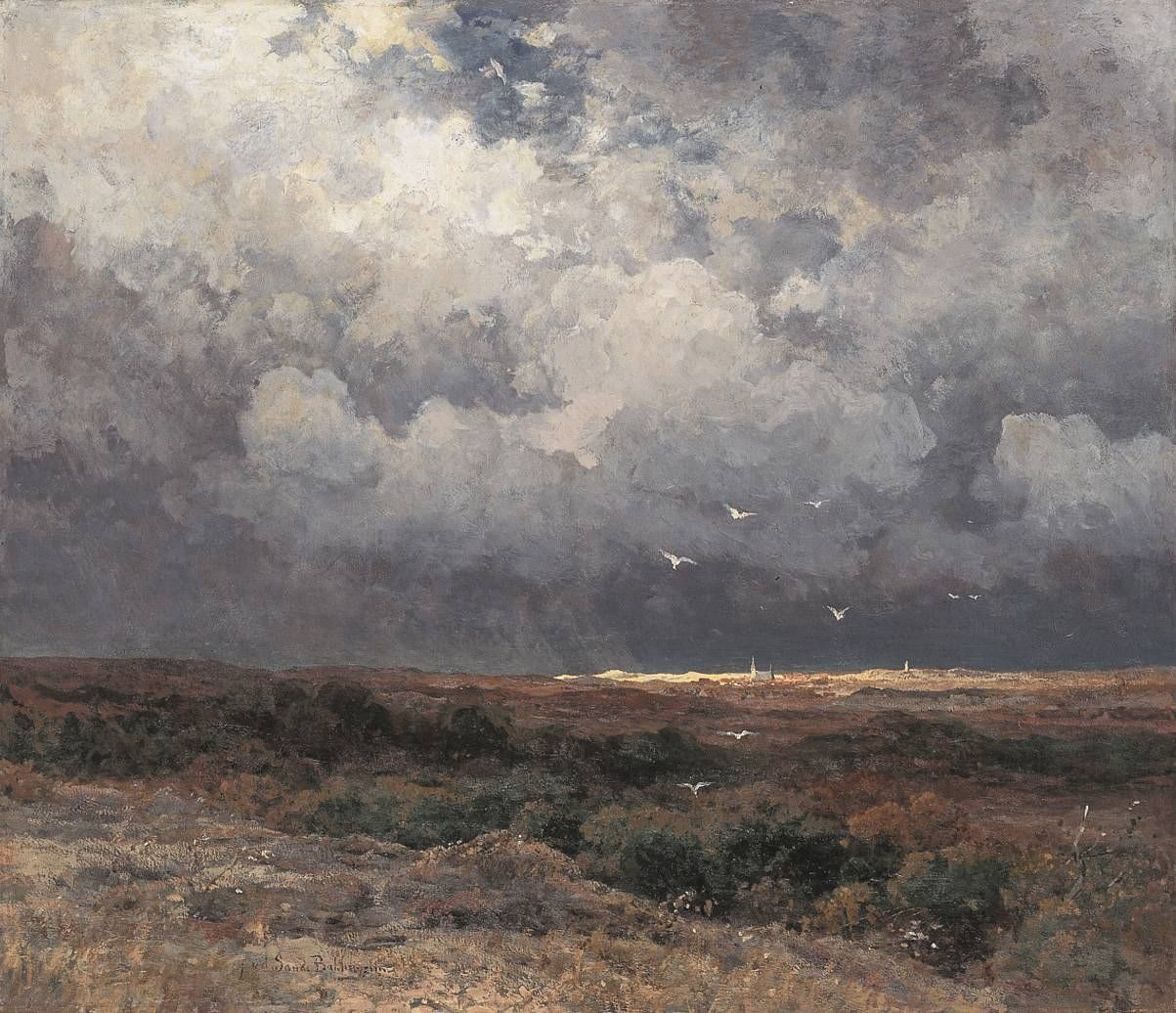
Julius Jacobus van de Sande Bakhuyzen: Dorf in den Dünen,  Bavarian State Painting Collections
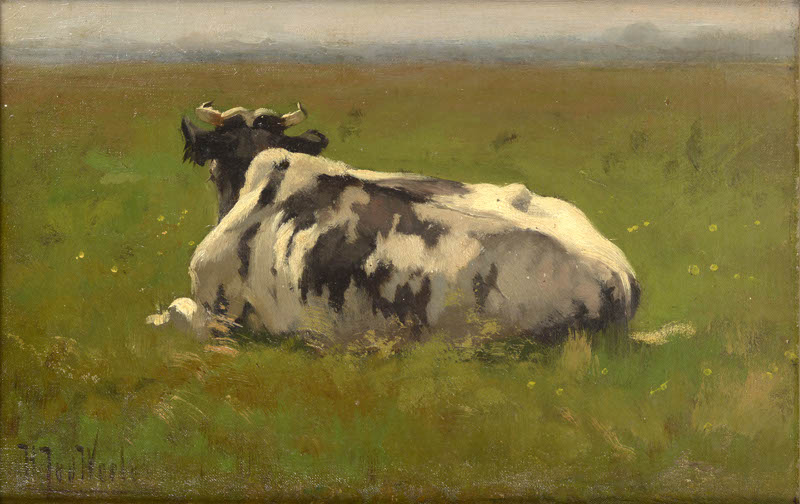
Herman Johannes van der Weele: Liegende Kuh (etwas 1900)
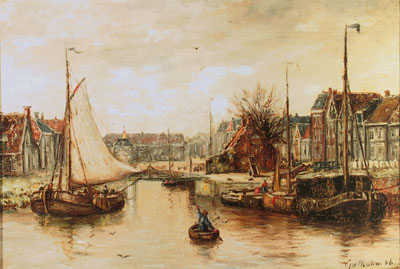
Gerrit van Houten: Damsterdiep in Groningen (1886)
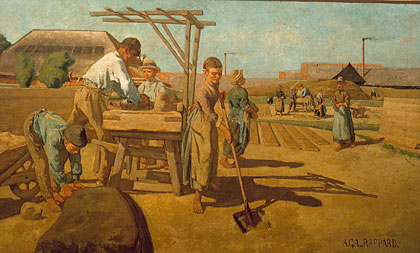
Anthon van Rappard: Arbeiter in der Ziegelei (etwa 1885)
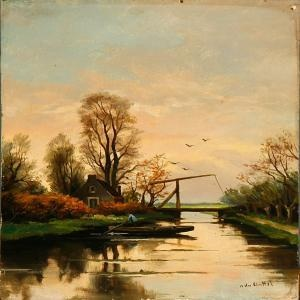
Fredericus van Rossum du Chattel: Abendstimmung (etwa 1890)
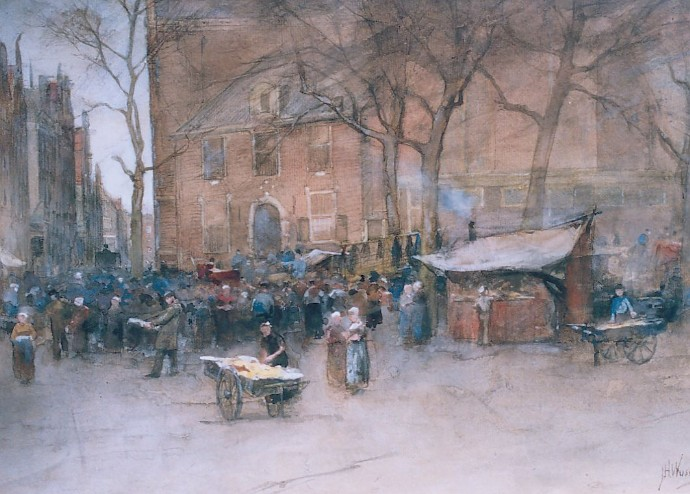
Jan Hillebrand Wijsmuller: Markt an der Noorderkerk in Amsterdam (etwa 1900)

## Ausstellungen
- 1863–1917 Tentoonstelling van Kunstwerken van Levende Meesters, Hague School of Art, The Hague, Niederlande, Gruppenausstellungen in Zeitintervallen, an denen auch Vertreter der Haager Schule teilgenommen hatten.
- 1904 Pulchri Studio, Kunstverein Hamburg, Hamburg, Deutschland.
- 1969 Mondriaan and the Hague School of landscape painting, Norman McKenzie Art Gallery, Regina, Kanada.
- 1969 Mondriaan and the Hague School of landscape painting, Edmonton Art Gallery, Edmonton, Kanada.
- 1972 Die Haager Schule: Holländische Maler vor 100 Jahren, Rheinisches Landesmuseum Bonn, Deutschland.
- 1972 Die Haager Schule: Holländische Maler vor 100 Jahren, Deutschland. Hamburger Kunsthalle:
- 1980 Mondriaan and The Hague School: Watercolors and drawings from the Gemeentemuseum, Den Haag, Niederlande.
- 1981 Verso l’astrattisma. Mondrian e la Scuola dell’Aia, Florenz, Italien
- 1982 Verso l’astrattisma. Mondrian e la Scuola dell’Aia, Mailand, Italien
- 1982 Mondrian et l’École de La Haye: aquarelles et dessins du Haags Gementemuseum, La Haye et d’une collection particuliere, Paris, Frankreich.
- 1982 The Hague School and it’s American Legacy, West Palm Beach, Florida, USA.
- 1983 L’École de La Haye: Les maîtres hollandaise de 19ème siècle, Galeries nationales du Grand Palais, Paris, Frankreich.
- 1983 The Hague School: Dutch masters of the 19th century, Royal Academy of Arts, London, England.
- 1984 The Hague School: Collecting in Canada at the Turn of the century, Art Gallery of Ontario, Kanada.
- 1987 Die Haager Schule: Meisterwerke der Holländischen Malerei des 19. Jahrhunderts aus dem Gemeentemuseum, Städtische Kunsthalle Mannheim, Mannheim, Deutschland.
- 1989 Die Haager Schule in München, Neue Pinakothek, München, Deutschland.
- 1992 Dutch Drawings from the Age of van Gogh from the Collection of the Hague Gemeentemuseum, Taft Museum of Art, Cincinnati, USA.
- 1996 Van Gogh und die Haager Schule, Bank Austria Kunstforum Wien, Österreich.
- 1999 Jan Hendrik Weissenbruch (1824–1903): vorbij de Haagse School, Museum Jan Cunen, Oss, Niederlande.
- 2001 Mesdag and the Hague School, Gemeentemuseum, Den Haag, Niederlande.
- 2003 Jacob Maris: A retrospective of the work of a Dutch Impressionist, Teylers Museum, Haarlem, Niederlande.
- 2003 Willem Witsen (1860–1923): Moods, Dordrechts Museum, Dordrecht, Niederlande.
- 2004 De Haagse School and the young van Gogh, Stadhuis Brussel, Brüssel, Belgien.
- 2004 Jacob Maris, 1837–1899, Museum Jan Cunen, Oss, Niederlande.
- 2004 The Hague School, Kunstmuseum Den Haag (Gemeentemuseum Den Haag), Niederlande.
- 2005 Waiting for van Gogh: Dutch Painting from the 19th Century, Crocker Art Museum, Sacramento, USA.
- 2007 Plain Air: The Hague School and the School of Barbizon, Gemeentemuseum, Den Haag, Niederlande.
- 2006 Mesdag and The Hague School, Gemeentemuseum, Den Haag,  Niederlande.
- 2008 Der Weite Blick: Landschaften der Haager Schule aus dem Rijksmuseum, Neue Pinakothek zu München, Deutschland.
- 2009 The Hague School Revealed, Gemeentemuseum, Den Haag, Niederlande.
- 2009 The Hague School: Masterpieces from the Rijksmuseum, Centro Cultural Caixanova, Spanien.
- 2012 Mesdag to Mondrian: Dutch Art from the Redelé Collection, Academy Art Museum, Maryland, USA.
- 2013 Modern Naturalist Painting in the Dutch Hague School: Inspiration from the Barbizon School and the Origin of van Gogh, Yamanashi Prefectural Museum of Art, Kofu, Japan.
- 2014 Reflections of Holland: The Hague School and Barbizon, Sompo Museum of Art, Tokyo, Japan.
- 2015 Holland at it’s Finest, Gemeentemuseum, Den Haag und Dordrechtmuseum, Dordrecht, Niederlande.
- 2015 Grenzeloos Schilderachtig, Katwijks Museum, Katwijk, Niederlande.
- 2015 Watercolors – Exhibition about the most beautiful Dutch watercolors from the 19th century, Teylers Museum, Haarlem, Niederlande.
- 2018 Der weite Blick. Landschaften der Haager Schule aus dem Rijksmuseum. Rijksmuseum, Amsterdam, Niederlande.
- 2023 Wolken und Licht. Impressionismus in Holland. Museum Barberini  Potsdam, Deutschland.